# Islas Marshall
Las Islas Marshall, oficialmente conocidas como República de las Islas Marshall (en inglés, Republic of the Marshall Islands; en marshalés, Aolepān Aorōkin Ṃajeḷ), es un país insular ubicado en Oceanía, localizado el océano Pacífico, en la región de Micronesia.
Formó parte del Territorio en Fideicomiso de las Islas del Pacífico y estuvo bajo la administración de los Estados Unidos. Alcanzó la independencia completa de acuerdo con la legalidad internacional el 22 de diciembre de 1990, cuando las Naciones Unidas oficialmente dieron por terminado el fideicomiso sobre el territorio, convirtiéndose en uno de los países más jóvenes de Oceanía. Es miembro de la ONU y la APEC.

## Etimología
El nombre actual de las islas Marshall hace referencia al capitán británico John Marshall, quien junto con Thomas Gilbert exploró las islas en 1788. El archipiélago fue nombrado de este modo por el explorador ruso Adam Johann von Krusenstern y el francés Louis Isidore Duperrey, quienes trazaron los primeros mapas de la región en los años 1820. Posteriormente, los cartógrafos británicos repitieron esta designación en sus propios mapas. El nombre español original para el conjunto de las islas fue Los Pintados y la primera isla explorada fue llamada San Bartolomé en 1526. Otro nombres españoles para las islas fueron Barbudos e Islas de los Jardines. El nombre español para el Atolón de Bikini en 1529 por su parte fue ''Buenos Jardines''.

## Historia

### Primeros pobladores
Poco se conoce sobre la prehistoria de las islas Marshall. Al parecer, alcanzaron estas islas sucesivas olas migratorias del sudeste asiático ocurridas en el Pacífico Occidental hace alrededor de 3000 años.

### Dominio español (1526-1885)
El primer europeo en llegar al archipiélago fue el explorador español Alonso de Salazar en 1526, durante la expedición de García Jofre de Loaísa. Al mando del buque Santa María de la Victoria, el único barco superviviente de este viaje el 21 de agosto avistó una isla (probablemente la actual Taongi) a 14°N a la que llamó "San Bartolomé".
Otro explorador español, Álvaro de Saavedra Cerón, al mando de la nave Florida, las reclamó en nombre del rey de España en 1528. A este grupo de islas las llamó «Los Pintados». Le siguieron numerosas expediciones españolas. Naves como la San Jerónimo, Los Reyes, Todos los Santos visitaron las islas en diferentes años.
Después de eso, se produjeron muchas más visitas con el fin de comerciar y reponer suministros. Como los isleños no eran inmunes a las enfermedades europeas, muchos murieron a causa del contacto con los europeos.
Los ingleses las nombraron «Marshall» en sus mapas, por el explorador John Marshall que las visitó en 1799, pero fueron reclamadas por España en 1875 y reconocida su soberanía por la diplomacia internacional, excepto Alemania y Reino Unido, como parte de la Micronesia española. 

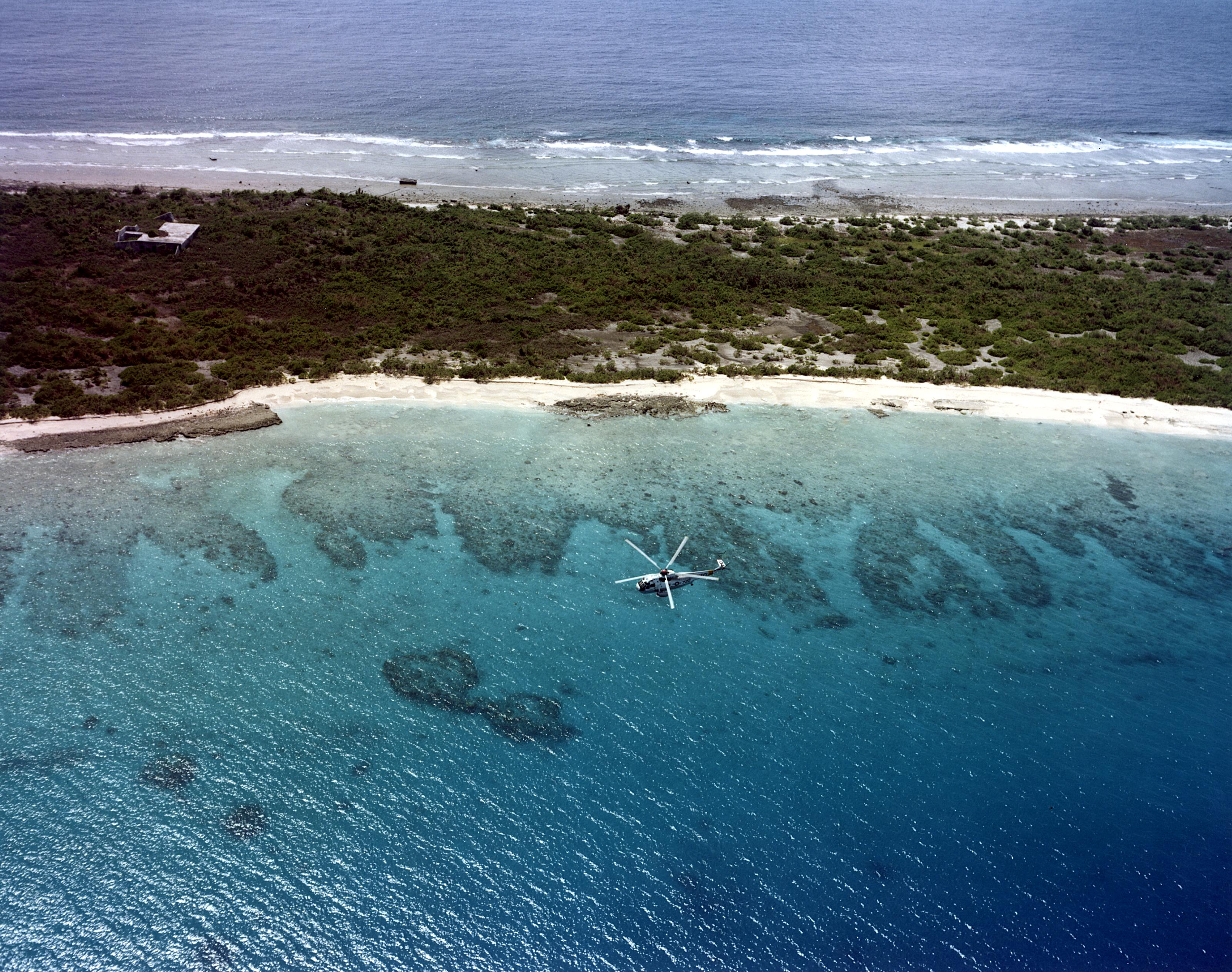
Los españoles llamaron al actual Atolón de Bikini Buenos Jardines en 1529

Las Islas Marshall fueron reclamadas formalmente por España en 1874 a través de su capital en las Indias Orientales, Manila. Esto marcó el inicio de varios movimientos estratégicos por parte del Imperio Alemán durante las décadas de 1870 y 80 para anexionarlas (alegando que estaban "por casualidad desocupadas"). Esta política culminó en un tenso episodio naval en 1885, que no degeneró en un conflicto debido a la escasa preparación de las fuerzas navales españolas y a la falta de voluntad para una acción militar abierta por parte alemana.
Tras la mediación del Papa y una compensación alemana de 4,5 millones de dólares, España llegó a un acuerdo con Alemania en 1885: el Protocolo hispano-alemán de Roma de 1885 que puso fin a la llamada Crisis de las Carolinas. Este acuerdo estableció un protectorado y estableció estaciones comerciales en las islas de Jaluit (Joló) y Ebon para llevar a cabo el floreciente comercio de copra (carne de coco seca). Los iroij (altos jefes) marshalianos siguieron gobernando bajo una administración colonial alemana indirecta, que se hizo efectiva tácitamente por la redacción del Protocolo de 1885, que delimitaba una zona sujeta a la soberanía española (0º-11°N, 133°-164°E) omitiendo las Carolinas orientales, es decir, los archipiélagos de las Marshall y Gilbert, donde se encontraban la mayoría de los puestos comerciales alemanes. Las disputas quedaron sin efecto tras la venta de todo el archipiélago de las Carolinas a Alemania 13 años después.

### Otros contactos europeos
El capitán John Charles Marshall y Thomas Gilbert visitaron las islas en 1788. Las islas recibieron el nombre de Marshall en algunos mapas occidentales, aunque los pueblos indígenas habían denominado históricamente su hogar "jolet jen Anij" (Regalos de Dios). Hacia 1820, el explorador ruso Adam Johann von Krusenstern y el explorador francés Louis Isidore Duperrey dieron a las islas el nombre de John Marshall y dibujaron mapas de las mismas. Los mapas británicos repitieron posteriormente la designación. En 1824, la tripulación del ballenero estadounidense Globe se amotinó y parte de la tripulación desembarcó en la isla Mulgrave. Un año más tarde, la goleta estadounidense Dolphin llegó y recogió a dos niños, los últimos supervivientes de una masacre perpetrada por los nativos debido a su brutal trato a las mujeres.
Varios barcos que visitaban las islas fueron atacados y sus tripulaciones asesinadas. En 1834 fueron asesinados el capitán DonSette y su tripulación. Asimismo, en 1845 la goleta Naiad castigó a un nativo por robar con tal violencia que los nativos atacaron el barco. Ese mismo año fue asesinada la tripulación de un ballenero. En 1852, los barcos Glencoe y Sea Nymph, con base en San Francisco, fueron atacados y murieron todos los que iban a bordo, excepto un miembro de la tripulación. La violencia suele atribuirse como respuesta a los malos tratos que recibían los nativos como respuesta a los pequeños robos, que eran una práctica habitual. En 1857 dos misioneros cristianos se establecieron con éxito en Ebon, viviendo entre los nativos hasta al menos 1870. ellos construyeron las primeras escuelas.

### Dominio alemán (1885-1914)

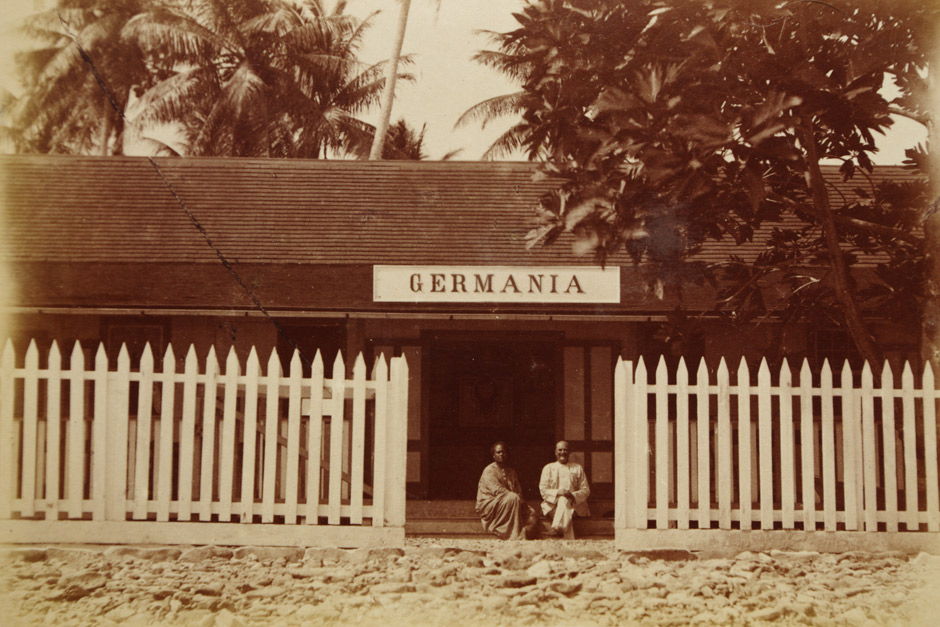
Posada Germania en el Atolón de Jaluit (foto de la década de 1880)

En 1859 tuvo lugar la primera visita alemana documentada a las Islas Marshall; Adolph Capelle llegó desde Samoa.
En 1864, el ballenero portugués José deBrum llegó a las Islas Marshall y estableció un puesto comercial con Capelle; ambos se casaron con mujeres locales.
Posteriormente, varios comerciantes alemanes llegaron a las Islas Marshall. Se trata principalmente de Joh. Ces. Godeffroy & Sohn (Hamburgo) a partir de 1873, que ya estaban activos en muchas regiones del Pacífico y que ahora establecieron plantaciones de coco en Ébano para la extracción de copra. Joh. Ces. Godeffroy & Sohn se expandió posteriormente con puestos comerciales en Jaluit, Maloelap, Mili y Namorik. La empresa alemana Hernsheim & Co. también comerciaba con jaluta. Más tarde, la empresa Capelle-deBrum, en Likiep, también se inició en la producción de copra, muy rentable.
Tras izar la bandera alemana en la isla de Jaluit el 15 de octubre de 1885 en señal de toma de posesión, el primer comisario imperial Wilhelm Knappe asumió los derechos de soberanía del Imperio Alemán en 1886. De 1893 a 1898, Georg Irmer fue el primer Gobernador de las Islas Marshall (Landeshauptmann der Marshallinseln). En 1906, las islas pasaron a formar parte oficialmente de la colonia de Nueva Guinea alemana (Deutsch-Neuguinea)

Protectorado de las Islas Marshall, Atlas Colonial Alemán de 1897 (Deutscher Kolonialatlas) - Mapa 30 de Justus Perthes

Durante la administración separada, los siguientes funcionarios del Imperio encabezaron el "protectorado":
| Nombre             | Título                                      | Período   |
| ------------------ | ------------------------------------------- | --------- |
| Wilhelm Knappe     | Kaiserlicher Kommissar (Comisario Imperial) | 1886–1887 |
| Franz Sonnenschein | Kaiserlicher Kommissar                      | 1887–1889 |
| Max Biermann       | Kaiserlicher Kommissar                      | 1889–1891 |
| Wilhelm Schmidt    | Kaiserlicher Kommissar                      | 1891–1893 |
| Georg Irmer        | Landeshauptmann (Gobernador)                | 1893–1898 |
| Eugen Brandeis     | Landeshauptmann                             | 1898–1906 |

Alemania estableció un protectorado en 1885 y estaciones de comercio en las islas de Jaluit y Ebon para llevar a cabo el comercio floreciente de la copra (carne seca de coco). Los iroij (altos jefes) marshaleses continuaron gobernando bajo la indirecta administración alemana.
Cuando estalló la Primera Guerra Mundial en 1914, todos los edificios alemanes de las Islas Marshall fueron destruidos. El único edificio de esa época que sigue en pie es la Casa deBrum (Haus deBrum) en Likiep, construida por Joachim deBrum en 1904-05.

### Dominio japonés 1914-1944

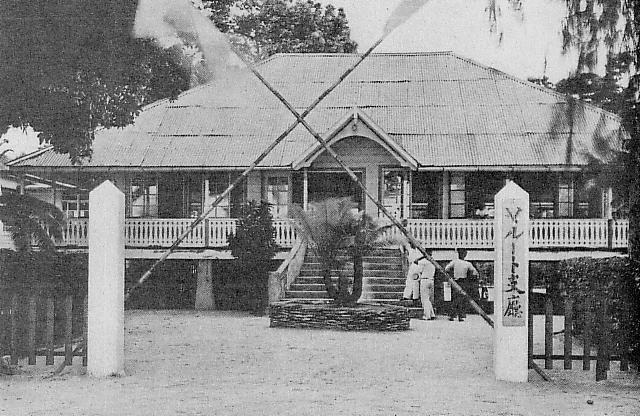
Nan'yo-cho (Sede Administrativa del Mandato del Pacífico Sur) Oficina del Imperio del Japón en el Atolón de Jaluit

A comienzos de la Primera Guerra Mundial, Japón se apoderó de las islas Marshall. Sus cuarteles se instalaron en el centro alemán de administración, Jaluit.
La Armada Imperial Japonesa (大日本帝國海軍) ocupó el archipiélago indefenso en septiembre/octubre de 1914 durante la Primera Guerra Mundial, tras la declaración de guerra de Japón al Imperio Alemán el 23 de agosto de 1914, e inmediatamente comenzó a establecer bases militares y a asumir la gestión de las islas. Después de la guerra, la Sociedad de Naciones encomendó oficialmente a Japón la administración de las islas como parte del Mandato Japonés del Mar del Sur. Japón aprovechó la ocasión para sellar casi por completo las Islas Marshall –como todas las islas de su mandato en los Mares del Sur– del mundo para asentar a los inmigrantes japoneses sin ser molestados, privar de derechos y explotar a la población nativa y ampliar la presencia militar. En la década de 1930 también se construyeron los primeros aeródromos para la nueva fuerza aérea de la Armada Imperial.
Al comienzo de la Segunda Guerra Mundial, las Islas Marshall eran bases importantes para Japón, especialmente por ser las posesiones más orientales del Pacífico. Desde allí, los submarinos y también los hidroaviones se desplegaron hacia la base principal de EE. UU. en la isla de Hawái, también en la batalla aeronaval de las islas Midway. Tras la derrota japonesa en ese lugar, la Armada Imperial Japonesa trasladó repetidamente unidades de buques de guerra más grandes a las lagunas de las islas Marshall en 1942 y 1943 y reforzó sus defensas con numerosos soldados, trabajadores de la construcción y también la fuerza aeronaval, ya que ahora se esperaba una ofensiva estadounidense contra el archipiélago. Los atolones de Mili, Jaluit, Arno, Wotje y Kwajalein estaban especialmente defendidos. Otras, como Majuro, Eniwetok y Bikini, estaban poco o nada ocupadas.

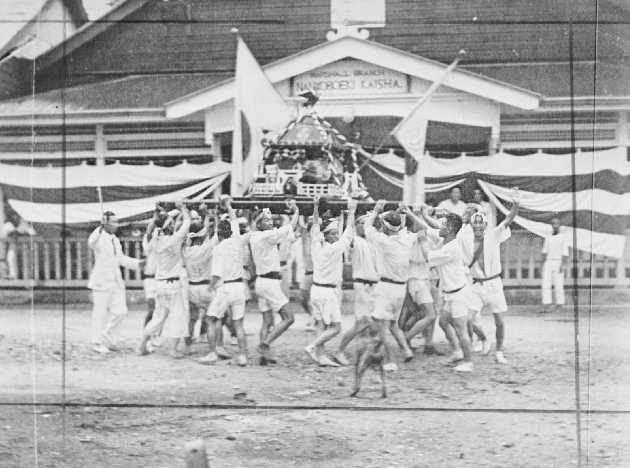
Festival Japonés en el Atolón de Jaluit, Islas Marshall

Tras las primeras incursiones aéreas desde los portaaviones ya en marzo de 1942 –todavía con poco efecto–, la ofensiva estadounidense comenzó el 31 de enero de 1944 con el desembarco de fuertes tropas navales bajo la protección de una gran flota de portaaviones en el atolón de Kwajalein, elegido por su buena ubicación estratégica en el archipiélago y que fue conquistado al cabo de pocos días con la destrucción de todas las fuerzas de ocupación japonesas.
La armada japonesa no intervino, ni se reforzó la fuerza aérea regional, por lo que cayó rápidamente ante la muy superior fuerza de portaaviones estadounidense. Posteriormente, las fuerzas estadounidenses ocuparon otras numerosas islas, con lo que el atolón de Majuro, en particular, se convirtió en una gran base naval. Otras islas fuertemente fortificadas, como Mili y Jaluit, sólo se mantuvieron gracias a los bombardeos aéreos y navales, por lo que las tropas japonesas permanecieron allí hasta el final de la guerra.

### Dominio estadounidense 1944-1979
El 31 de enero de 1944, durante la Segunda Guerra Mundial, tropas estadounidenses desembarcaron en el atolón de Kwajalein y conquistaron las islas a los japoneses el 3 de febrero, a lo que siguieron intensas luchas en los atolones de Kwajalein y Enewetak.
En 1947, Estados Unidos, como potencia ocupante, llegó a un acuerdo con el Consejo de Seguridad de la ONU para administrar Micronesia, incluidas las islas Marshall, como Territorio en Fideicomiso de las Islas del Pacífico. Un importante radar fue construido en el atolón de Kwajalein.
Tras la Segunda Guerra Mundial, Estados Unidos se vio inmerso en una carrera armamentística nuclear durante la Guerra Fría con la Unión Soviética para construir bombas más grandes y destructivas.

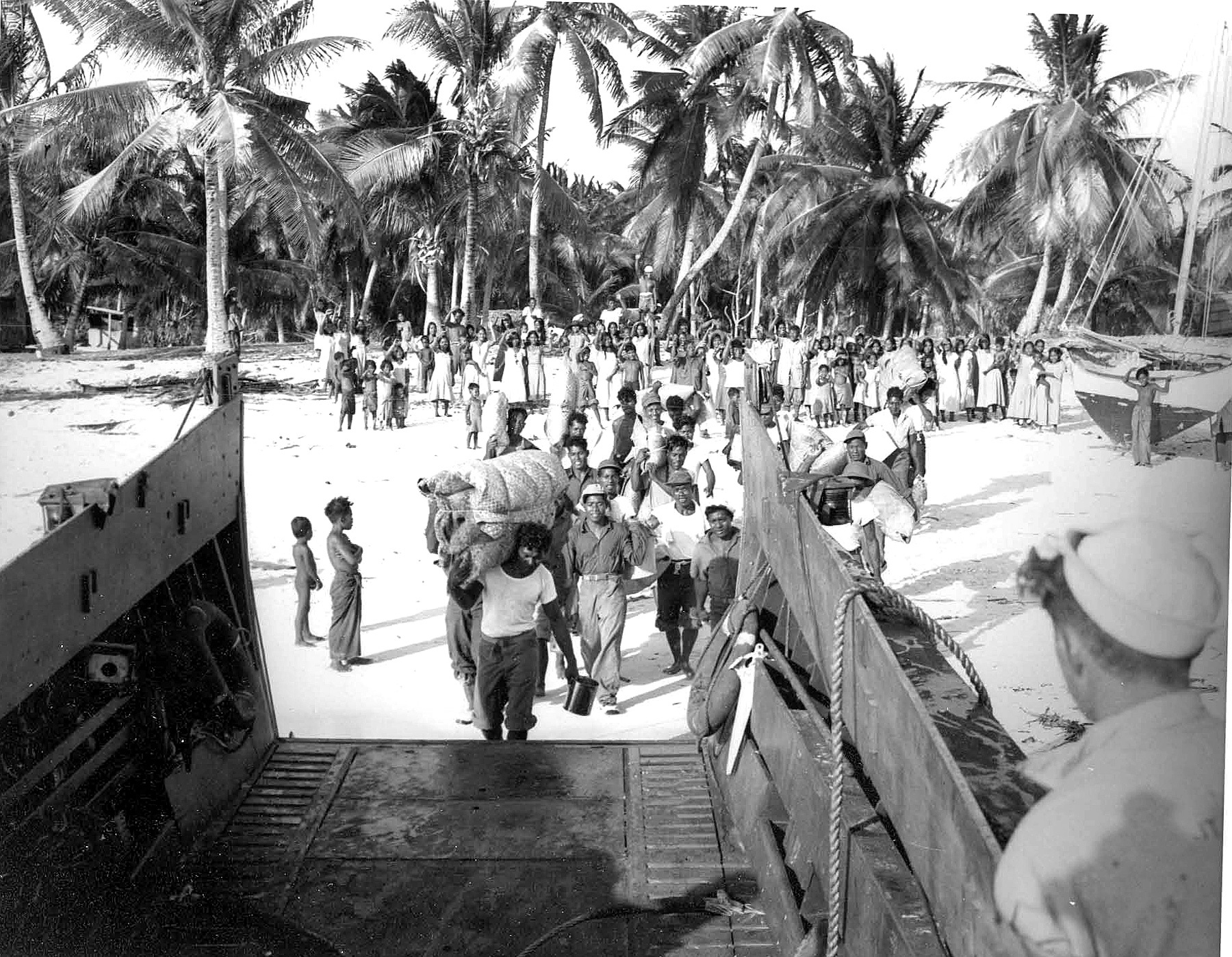
Expulsión de los habitantes de Bikini por parte del gobierno de Estados Unidos en marzo de 1948

Bikini en las Islas Marshall estaba alejada del tráfico marítimo y aéreo regular, lo que la convertía en un lugar ideal para estas pruebas desde el punto de vista del gobierno de Estados Unidos. En febrero de 1946, el Comodoro de la Marina Ben H. Wyatt, gobernador militar de las Islas Marshall, pidió a los 167 habitantes micronesios del atolón que se reubicaran voluntaria y temporalmente para que el gobierno de Estados Unidos pudiera empezar a probar las bombas atómicas por "el bien de la humanidad y para acabar con todas las guerras mundiales". Tras una "confusa y dolorosa deliberación" entre los bikinianos, su líder, el rey Juda, aceptó la petición de reubicación de Estados Unidos, anunciando Men Otemjeej Rej Ilo Bein Anij, que se traduce como "Todo está en manos de Dios". Nueve de los once jefes de familia, o alaps, eligieron Rongerik como su nuevo hogar.
En febrero, los marinos de la Armada les ayudaron a desmontar la iglesia y la casa de la comunidad y a preparar su traslado a su nuevo hogar. El 7 de marzo de 1946, los residentes reunieron sus pertenencias personales y ahorraron suministros de construcción. Fueron transportados a 125 millas (201 km) hacia el este en el buque de desembarco 1108 de la Marina de EE. UU. al atolón deshabitado de Rongerik, que tenía una sexta parte del tamaño del atolón de Bikini. Nadie vivía en Rongerik porque tenía un suministro inadecuado de agua y alimentos y debido a las arraigadas creencias tradicionales de que la isla estaba embrujada por las Niñas Demonio de Ujae. La Marina les dejó unas semanas de comida y agua que pronto resultaron insuficientes.
De 1946 a 1958, los primeros años de la Guerra Fría, Estados Unidos probó 67 armas nucleares en su Campo de Pruebas del Pacífico, ubicado en las Islas Marshall, incluyendo la mayor prueba nuclear atmosférica jamás realizada por Estados Unidos, Las bombas tenían un rendimiento total de 108 496 kilotones, más de 7200 veces más potentes que las armas atómicas utilizadas durante la Segunda Guerra Mundial" Con la prueba de 1952 de la primera bomba de hidrógeno estadounidense, llamada "Ivy Mike", se destruyó la isla de Elugelab en el atolón de Enewetak. En 1956, la Comisión de Energía Atómica de Estados Unidos consideraba a las Islas Marshall como "el lugar más contaminado del mundo, con diferencia".

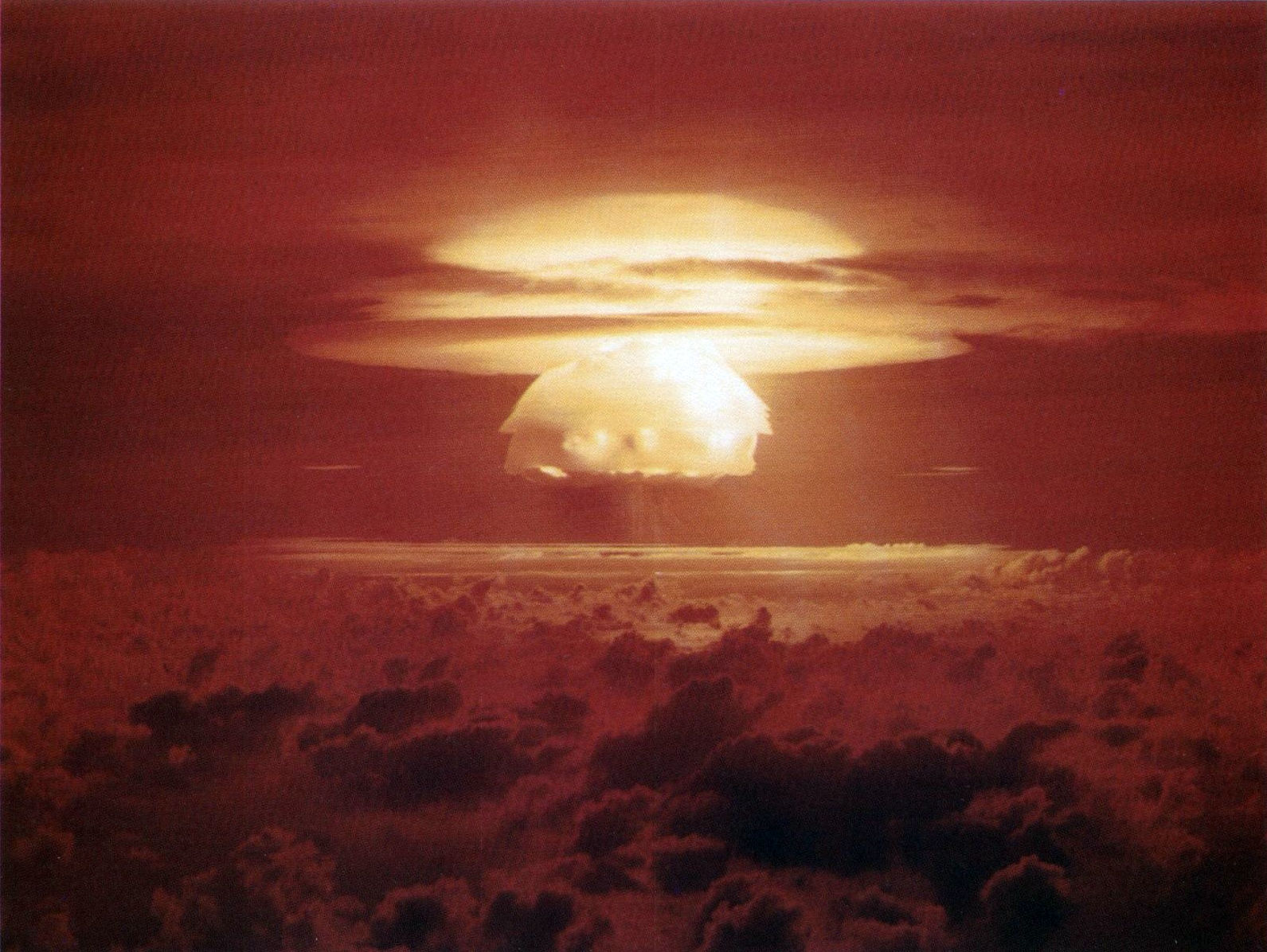
Nube de hongo de la prueba nuclear Castle Bravo en el atolón Bikini de las islas Marshall el 28 de febrero de 1954. Fue la explosión nuclear más potente efectuada por los Estados Unidos.

Las reclamaciones nucleares entre Estados Unidos y las Islas Marshall continúan, y los efectos sobre la salud de estas pruebas nucleares persisten. El Proyecto 4.1 fue un estudio médico realizado por Estados Unidos sobre los residentes del atolón de Bikini expuestos a la lluvia radioactiva. Desde 1956 hasta agosto de 1998, se pagaron al menos 759 millones de dólares a los isleños de las Marshall en compensación por su exposición a las pruebas nucleares estadounidenses.

### Independencia
El 1 de mayo de 1979, en reconocimiento al evolutivo estatus político de las islas Marshall, los Estados Unidos admitieron la constitución de las islas y el establecimiento del Gobierno de la República de las Islas Marshall. La constitución incorpora conceptos estadounidenses y británicos. La independencia completa de acuerdo con la legalidad internacional se dio el 22 de diciembre de 1990, cuando las Naciones Unidas oficialmente dieron por terminado el fideicomiso sobre el territorio.
Hubo numerosas elecciones locales y nacionales desde que fue fundada la República de las Islas Marshall y, en general, la democracia ha funcionado bien. El Partido Demócrata Unido, siguiendo una plataforma de reformas, ganó las elecciones parlamentarias de 1999, tomando el control de la presidencia y el gabinete.
Las islas firmaron un acuerdo con los Estados Unidos en 1986, y hasta 1999 los isleños recibieron 180 millones de dólares por el uso del atolón de Kwajalein, 250 millones en compensación por las pruebas nucleares y 600 millones en otra serie de conceptos.
A pesar de la Constitución, el gobierno fue ampliamente controlado por los jefes tradicionales. No fue hasta 1999, bajo acusaciones de corrupción, cuando fue derrocado el gobierno aristócrata, siendo Imata Kabua reemplazado por el «plebeyo» Kessai Note.

### SigloXXI

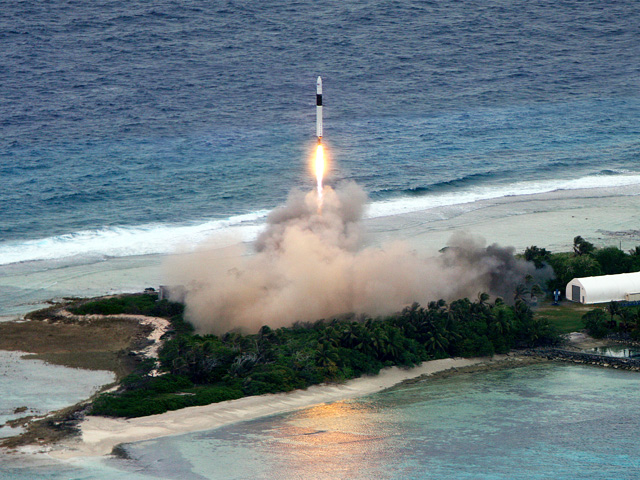
Pruebas de Misiles en la Isla Omelek (de 0,22 km²) en 2009, alquilada a Estados Unidos por las Islas Marshall

En 2008, las olas extremas y las mareas altas provocaron inundaciones generalizadas en la capital, Majuro, y en otros centros urbanos, a 0,91 m por encima del nivel del mar. En la mañana de Navidad de 2008, el gobierno declaró el estado de emergencia. En 2013, las fuertes olas volvieron a romper los muros de la ciudad de Majuro.
En 2013, los atolones del norte de las Islas Marshall sufrieron una sequía. La sequía dejó a 6.000 personas sobreviviendo con menos de un litro de agua al día. Esto provocó la pérdida de cosechas y la propagación de enfermedades como la diarrea, la conjuntivitis y la gripe. Estas emergencias hicieron que el entonces Presidente de los Estados Unidos declarara una emergencia en las islas. Esta declaración activó el apoyo de las agencias del gobierno estadounidense en virtud del estatus de "libre asociación" de la República con Estados Unidos, que proporciona ayuda humanitaria y otra ayuda vital a cambio de usar instalaciones militares en las islas.
Tras las emergencias de 2013, el ministro de Asuntos Exteriores, Tony deBrum, fue animado por la administración de Obama en Estados Unidos a convertir las crisis en una oportunidad para promover acciones contra el cambio climático. DeBrum exigió un nuevo compromiso y liderazgo internacional para evitar que nuevas catástrofes climáticas azoten a su país y a otros países igualmente vulnerables. En septiembre de 2013, las Islas Marshall acogieron la 44.ª cumbre del Foro de las Islas del Pacífico. DeBrum propuso una Declaración de Majuro para el Liderazgo Climático con el fin de impulsar acciones concretas sobre el cambio climático.
El aumento del nivel del mar amenaza a las islas. Independientemente de la causa, gran parte de la superficie de las islas puede resultar inhabitable si los niveles son excesivos. En 2014 se produjeron importantes inundaciones que provocaron el estado de emergencia para Majuro nuevamente. Miles de isleños ya se han trasladado a Estados Unidos en las últimas décadas para recibir tratamiento médico y mejorar su educación o empleo, muchos de los cuales se instalaron en el estado de Arkansas; es probable que la emigración aumente a medida que aumente el nivel del mar. El derecho de los residentes a hacerlo finaliza en 2023, a menos que se renueve el pacto con Estados Unidos. El Servicio Geológico de Estados Unidos advirtió en 2014 que el aumento del nivel del mar salinizará el agua dulce de las islas, "lo que probablemente obligará a los habitantes a abandonar sus islas en décadas, no en siglos, como se pensaba".
Un informe realizado a mediados de 2017 por la Universidad de Stanford, unos 70 años después de la detonación de 23 bombas atómicas en el atolón de Bikini, indica la existencia de abundantes peces y plantas en los arrecifes de coral. Sin embargo, esa zona de las islas seguía sin ser habitable para los humanos, debido a la contaminación por radiactividad. Un informe de 2012 de las Naciones Unidas había indicado que la contaminación era "casi irreversible".
En enero de 2020, David Kabua, hijo del presidente fundador Amata Kabua, fue elegido nuevo presidente de las Islas Marshall. Su predecesora, Hilda Heine, perdió el cargo tras una votación.

## Gobierno y política

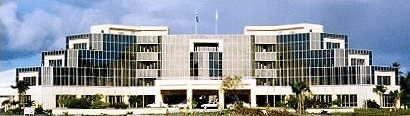
Edificio del capitolio de las Islas Marshall.

El gobierno de las Islas Marshall opera bajo un sistema mixto parlamentario-presidencial tal y como se hace ver en el artículo IV de su Constitución. Las elecciones son convocadas cada cuatro años bajo sufragio universal (para todos los ciudadanos mayores de 18 años), con la elección por parte sus 24 integrantes de entre uno o más senadores a la cámara baja (legislatura bicameral). Dalap-Uliga-Darrit, la capital del atolón, elige a cinco senadores. El presidente, jefe de Estado y del Gobierno, es elegido por los 33 senadores de la Nitijela, el cual a su vez tiene que elegir un gabinete presidencial compuesto por diez ministros que deben ser aprobados por la cámara baja.
Actualmente hay cuatro partidos políticos en las Islas Marshall: Aelon̄ Kein Ad (AKA), United People's Party (UPP), Kien Eo Am (KEA) y United Democratic Party (UDP).

### Derechos humanos
En materia de derechos humanos, respecto a la pertenencia a los siete organismos de la Carta Internacional de Derechos Humanos, que incluyen al Comité de Derechos Humanos (HRC), Islas Marshall ha firmado o ratificado:
| Islas Marshall | Tratados internacionales | Tratados internacionales  | Tratados internacionales | Tratados internacionales  | Tratados internacionales  | Tratados internacionales | Tratados internacionales  | Tratados internacionales | Tratados internacionales | Tratados internacionales | Tratados internacionales  | Tratados internacionales | Tratados internacionales  | Tratados internacionales | Tratados internacionales | Tratados internacionales  | Tratados internacionales | Tratados internacionales  |
| --- | ------------------------ | ------------------------- | ------------------------ | ------------------------- | ------------------------- | ------------------------ | ------------------------- | ------------------------ | ------------------------ | ------------------------ | ------------------------- | ------------------------ | ------------------------- | ------------------------ | ------------------------ | ------------------------- | ------------------------ | ------------------------- |
| Islas Marshall | CESCR                    | CESCR                     | CCPR                     | CCPR                      | CCPR                      | CERD                     | CED                       | CEDAW                    | CEDAW                    | CAT                      | CAT                       | CRC                      | CRC                       | CRC                      | CRC                      | MWC                       | CRPD                     | CRPD                      |
| Islas Marshall | CESCR                    | CESCR-OP                  | CCPR                     | CCPR-OP1                  | CCPR-OP2-DP               | CERD                     | CED                       | CEDAW                    | CEDAW-OP                 | CAT                      | CAT-OP                    | CRC                      | CRC-OP-AC                 | CRC-OP-SC                | CRC-OP-CP                | MWC                       | CRPD                     | CRPD-OP                   |
| Pertenencia | Firmado y ratificado.    | Ni firmado ni ratificado. | Firmado y ratificado.    | Ni firmado ni ratificado. | Ni firmado ni ratificado. | Firmado y ratificado.    | Ni firmado ni ratificado. | Firmado y ratificado.    | Firmado y ratificado.    | Firmado y ratificado.    | Ni firmado ni ratificado. | Firmado y ratificado.    | Ni firmado ni ratificado. | Firmado y ratificado.    | Sin información.         | Ni firmado ni ratificado. | Firmado y ratificado.    | Ni firmado ni ratificado. |
| Firmado y ratificado, firmado, pero no ratificado, ni firmado ni ratificado, sin información, ha accedido a firmar y ratificar el órgano en cuestión, pero también reconoce la competencia de recibir y procesar comunicaciones individuales por parte de los órganos competentes. |                          |                           |                          |                           |                           |                          |                           |                          |                          |                          |                           |                          |                           |                          |                          |                           |                          |                           |

### Poder judicial y sistema jurídico
El sistema judicial de las Islas Marshall tiene los siguientes niveles:

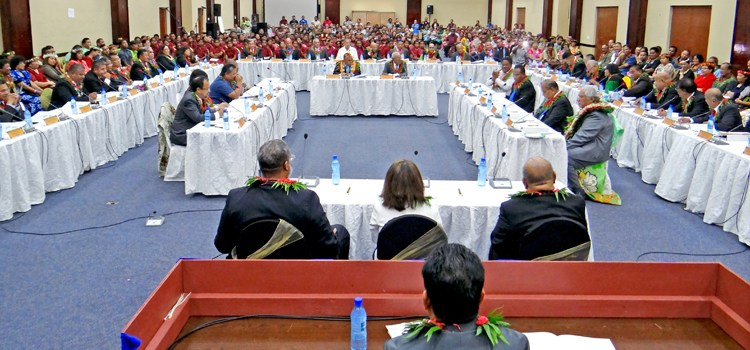
Convención Constitucional de las Islas Marshall en 2017

El Tribunal Supremo es el más alto tribunal de apelación y toma decisiones definitivas en todos los asuntos que se le presentan. Está compuesto por un juez presidente y dos jueces asociados.
El Tribunal Superior tiene su propia jurisdicción y es el tribunal de apelación de todos los tribunales inferiores. Está compuesto por un presidente y un juez asociado.
El Tribunal de Derechos Tradicionales es un tribunal especial con tres o más jueces para garantizar una representación justa de todas las clases (de derecho agrario) de la sociedad: Iroijlaplap (alto jefe/jefe superior); cuando sea posible, Iroijedrik (jefe inferior/jefe inferior); Alap (supervisor del clan de plebeyos/trabajadores; jefe del clan de plebeyos/trabajadores) y Dri Jerbal (plebeyo/trabajador). Examina los casos judiciales para comprobar su compatibilidad con el derecho consuetudinario tradicional y fórmula recomendaciones al Alto Tribunal.
El Tribunal de Distrito es competente para los litigios más sencillos (casos privados de hasta 10.000 dólares, casos penales con penas previstas de hasta 5.000 dólares) y es el tribunal de apelación de los tribunales locales. Se compone de un juez presidente y dos jueces asociados; estos son jueces legos que han recibido formación adicional.
Los tribunales comunitarios son responsables de los asuntos sencillos de sus municipios, que son 24. Están formados por un juez presidente y un número variable de jueces asociados.
El sistema jurídico se basa en una mezcla de la ley del mandato de EE. UU., las leyes aprobadas por el Parlamento, el derecho municipal, el derecho común y el derecho consuetudinario. El derecho de voto se concede a todos los ciudadanos mayores de 18 años.

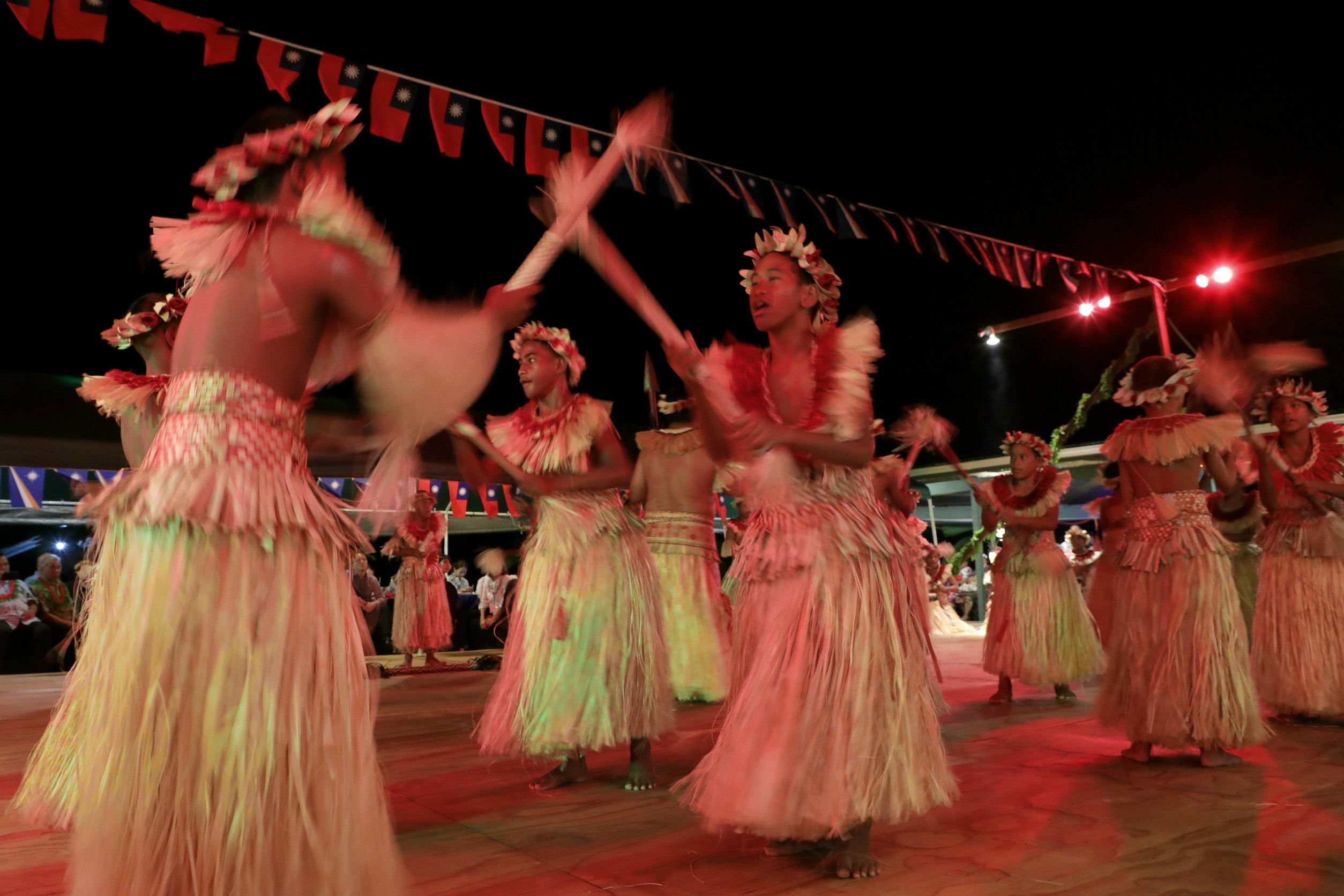
Baile tradicional llamado Jabwa durante la visita de la presidente de Taiwán (República de China) a las Islas Marshall en 2017

### Política Exterior
El Pacto de Libre Asociación con Estados Unidos otorga  a los isleños (los marshallianos) el derecho a emigrar a Estados Unidos sin necesidad de visado, pero como extranjeros pueden ser sometidos a un proceso de expulsión si son condenados por determinados delitos.
Las Islas Marshall fueron admitidas en las Naciones Unidas por recomendación del Consejo de Seguridad el 9 de agosto de 1991, en la Resolución 704, y por aprobación de la Asamblea General el 17 de septiembre de 1991, en la Resolución 46/3. En la política internacional dentro de las Naciones Unidas, las Islas Marshall han votado a menudo de forma coordinada con los Estados Unidos con respecto a las resoluciones de la Asamblea General debido a la ayuda económica que presta este país.
En octubre de 2011, el gobierno declaró sus aguas territoriales como santuario de tiburones. Se trata del mayor santuario de tiburones del mundo, que amplía los santuarios anteriores de unos 2.700.000 a 4.600.000 ejemplares. En estos santuarios, la pesca de tiburones está prohibida y las capturas accidentales deben ser liberadas. Sin embargo, algunos observadores expresaron sus dudas de que las Islas Marshall fueran capaces de hacer cumplir esta prohibición.
En 2012, se inició una sequía prolongada y no estacional que provocó escasez de agua y enfermedades infecciosas. Desde enero de 2013 hay que importar agua potable, pero esto supera los recursos financieros a largo plazo. El aumento del nivel del mar tuvo efectos notorios en las islas. Por ello, las Islas Marshall empezaron a acelerar su transición a las energías renovables, como la solar, así como probando técnicas prometedoras para generar energía oceánica. Sin embargo, dado que el grueso de las emisiones mundiales de CO2 procede de otros países, les pidió a otras naciones que contribuyeran más a la protección del clima de lo que han hecho hasta ahora.
El país es miembro del Foro de Vulnerabilidad Climática. A principios de 2013, las Islas Marshall hicieron un llamamiento al Consejo de Seguridad de las Naciones Unidas para que reconociera el cambio climático como una amenaza para la seguridad internacional. En mayo de 2013, el ministro de Asuntos Exteriores de las Islas Marshall, Phillip Muller, publicó un llamamiento en el Washington Post en el que describía la situación como una emergencia.

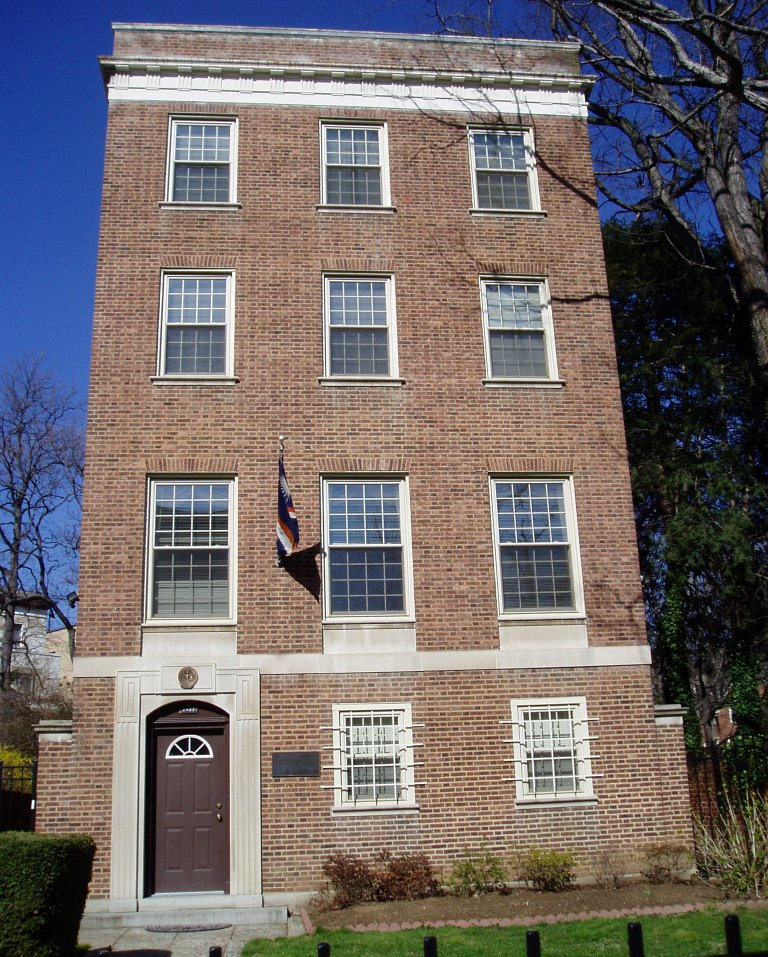
Embajada de las Islas Marshall en Estados Unidos

Al inicio de la Cumbre del Clima de la ONU, COP26, en Glasgow, la embajadora climática de las Islas Marshall, Tina Stege, advirtió de la inminente desaparición de las islas dentro de 50 años debido a la subida del nivel del mar y pidió el apoyo internacional.
En 2014, las Islas Marshall presentaron una demanda contra las llamadas ''potencias nucleares'' EE. UU., Rusia, Reino Unido, Francia, China, India, Pakistán, Israel y Corea del Norte ante la Corte Internacional de Justicia. El Reino Unido, India y Pakistán aceptaron la jurisdicción de la Corte Internacional de Justicia. En 2015, el pueblo de la nación isleña fue galardonado con el premio honorífico Right Livelihood Award por su participación en el movimiento antinuclear. Las Islas Marshall han sido un líder en esa organización.
El periodista Giff Johnson abordó las consecuencias de las pruebas en sus libros. En Don't ever whisper: Darlene Keju, pionera de la salud en el Pacífico, defensora de los supervivientes nucleares (2013), crea un monumento literario a su esposa, la activista sanitaria Darlene Keju. Ha dado a conocer las consecuencias sanitarias de los experimentos en todo el mundo y ha señalado especialmente los numerosos nacimientos de bebés muertos y las deformidades de los recién nacidos.
En marzo de 2017, en la 34.ª sesión ordinaria del Consejo de Derechos Humanos de la ONU, Vanuatu hizo una declaración conjunta en nombre de las Islas Marshall y de algunas otras naciones del Pacífico en la que planteaba las violaciones de los derechos humanos en Nueva Guinea Occidental, ocupada por Indonesia desde 1963, y solicitó que el Alto Comisionado de la ONU para los Derechos Humanos elaborara un informe. Indonesia rechazó las acusaciones.
En 2021, los gobiernos de Australia y Japón decidieron financiar dos importantes avances en materia de aplicación de la ley de las Islas Marshall.
En febrero de 2021, las Islas Marshall anunciaron que se retirarían formalmente del Foro de las Islas del Pacífico en una declaración conjunta con Kiribati, Nauru y los Estados Federados de Micronesia tras una disputa sobre la elección de Henry Puna como secretario general del Foro.

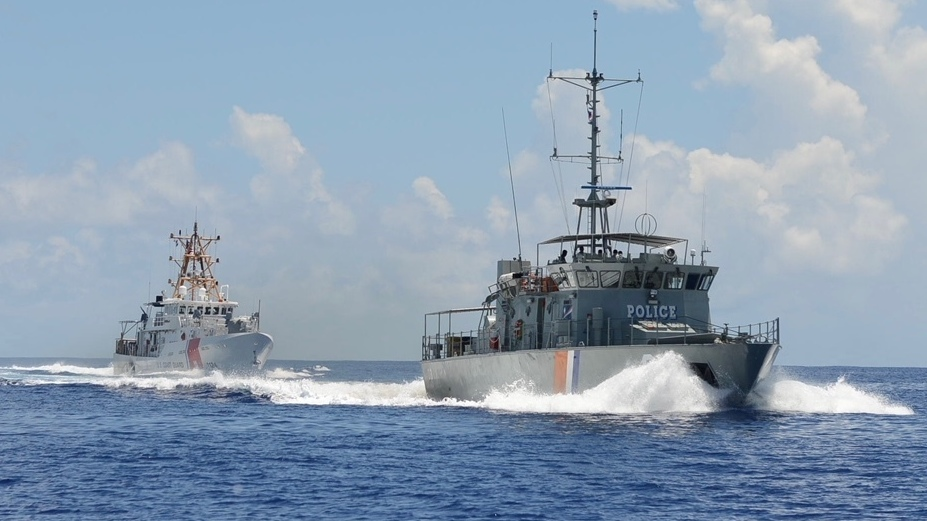
El cúter de la Guardia Costera de Estados Unidos Oliver Berry (WPC 1124) navega en formación con el buque Lomor 03 de la República de las Islas Marshall frente al atolón de Kwajalein en 2018.

### Defensa
El Pacto de Libre Asociación con Estados Unidos otorga a este país la responsabilidad exclusiva de la defensa internacional de las Islas Marshall.
Desde 1991, la Patrulla Marítima de la República de las Islas Marshall, una división de la Policía de las Islas Marshall, ha operado el buque patrulla de 160 toneladas RMIS Lomor. El Lomor es uno de los 22 buques de patrulla del Foro del Pacífico que Australia proporcionó a las naciones más pequeñas del Foro del Pacífico. Mientras que las misiones de otras naciones para sus buques incluyen la soberanía, la protección, los términos del Pacto de Libre Asociación restringen el Lomor a misiones civiles, como la protección de la pesca y la búsqueda y rescate.
El 28 de abril de 2015, la armada iraní se apoderó del MV Maersk Tigris, con bandera de las Islas Marshall, cerca del Estrecho de Ormuz. El buque había sido fletado por la empresa alemana Rickmers Ship Management, que declaró que el buque no contenía ninguna carga especial ni armas militares. Según el Pentágono, el barco cayó bajo el control de la Guardia Revolucionaria iraní. Las tensiones aumentaron en la región debido a la intensificación de los ataques de la coalición liderada por Arabia Saudí en Yemen. El Pentágono informó que el destructor USS Farragut y un avión de reconocimiento marítimo fueron enviados al recibir una llamada de auxilio del buque Tigris y también se informó que los 34 miembros de la tripulación fueron detenidos. Funcionarios de defensa estadounidenses dijeron entonces que revisarían las obligaciones de defensa de Estados Unidos con el Gobierno de las Islas Marshall a raíz de esos acontecimientos a la vez que condenaron los disparos efectuados contra el puente como "inapropiados". En mayo de 2015 se informó de que Teherán liberaría el barco tras pagar una multa.

## Organización territorial

Organización en distritos.

El país está constituido por veintinueve atolones y cinco islas. Las más importantes a su vez forman dos grupos: la Cadena Ratak y la Cadena Ralik (en marshalés "amanecer" y "atardecer" respectivamente). El gobierno del país ha realizado reclamaciones territoriales por la soberanía de la Isla Wake, al norte del archipiélago[cita requerida], administradas por los Estados Unidos, bajo el nombre de Enen-kio. Los 24 distritos en los que está dividido el país corresponden a las diferentes islas y atolones:
| - 1. Enewetak/Ujelang - 2. Kili/Bikini/Ejit - 3. Rongelap - 4. Utirik - 5. Wotho - 6. Likiep - 7. Ailuk - 8. Mejit - 9. Ujae - 10. Lae - 11. Kwajalein - 12. Wotje | - 13. Maloelap - 14. Lib (isla) - 15. Namu - 16. Aur - 17. Ailinglaplap - 18. Jabat - 19. Majuro - 20. Arno - 21. Namdrik - 22. Jaluit - 23. Mili - 24. Ebon |

## Geografía
La República de las Islas Marshall se ubica al noreste de Australia, específicamente al norte de Nauru y al este de Micronesia. Tiene 370,4 km de costa y también tiene como único puerto importante a Majuro que es la capital. Tiene una altura máxima de 10 metros, y por eso es un país en peligro de desaparecer a causa del aumento del nivel del mar.

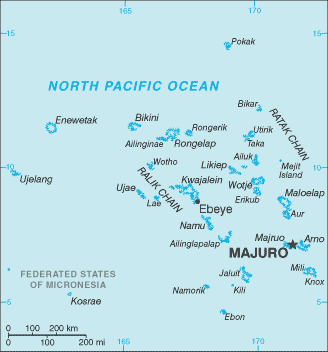
Mapa de las Islas Marshall.

Está compuesta por dos archipiélagos llamados Ralik y Ratak; algunos arrecifes coralinos que apenas emergen sobre dos cordilleras volcánicas submarinas integrantes del Cinturón de fuego del Pacífico que en total suman unas 1152 islas del Pacífico agrupadas en 34 atolones y 870 arrecifes. Esa dispersión insular abarca un área marítima de aproximadamente un millón de km², sin embargo el área emergida no supera los 176 km². La Zona Económica Exclusiva de las Islas Marshall ocupa un área en el Océano Pacífico de unos 2.131.000 kilómetros cuadrados

Estas islas en su mayoría apenas sobresalen del nivel del mar, esto hace que el ascenso de 0,59 m del nivel del océano Pacífico para el año 2011 inunde gran parte del territorio durante las pleamares, y se teme que casi todo el territorio (de un modo similar al que les ocurre a otros pequeños países insulares de pocas altitudes como Vanuatu, Maldivas, Kiribati, Tuvalu o gran parte de Carolinas) corran el riesgo de quedar sumergidos con el aumento del nivel oceánico debido al calentamiento global.
El grupo insular de la cadena Ralik o Ralic (en el suroeste) incluye a los atolones Ujelang, Enewetak, Bikini, Ujae, Jaluit, Kwajalein, Rongelap, Namu, Ebeye, Ailingalap, Ebon, Wotho, Rongerik, Namorik, Likiep; el grupo de la cadena Ratak o Ratac (en el noreste) incluye a las pequeñas islas de Taongi, Bikar, Mejit, Likiep, Wotje, Erikub, Enetewak, Maloelap, Aur, Majuro (donde está la capital formada por la pequeña aglomeración aldeana de Delap, Uliga y Djarrit.

### Clima

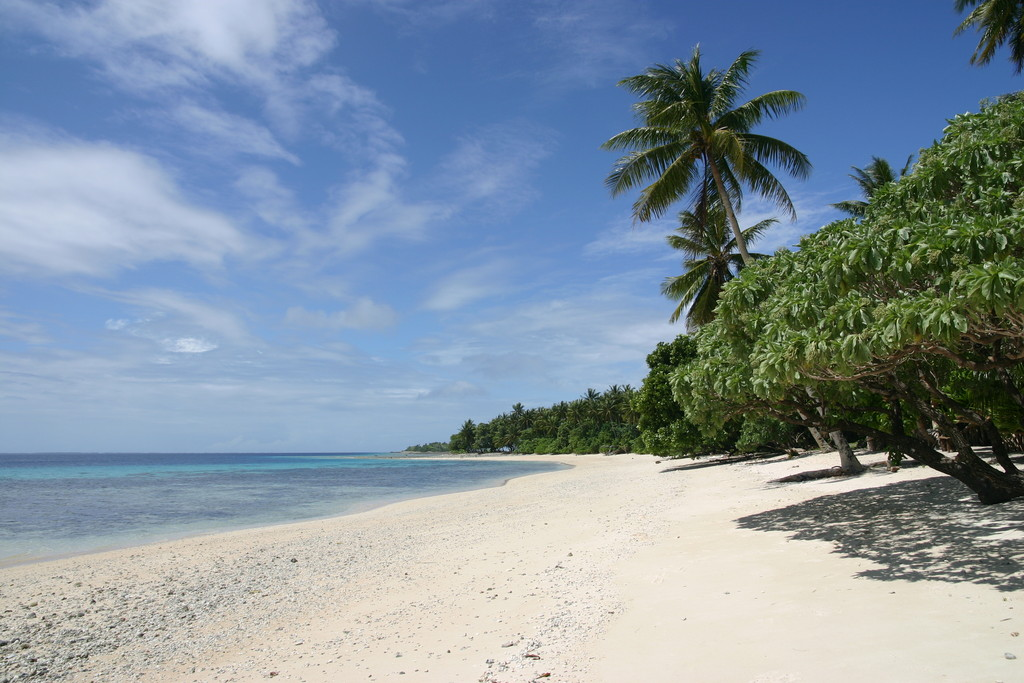
Playa de la Isla de Eneko, Islas Marshall

El clima es netamente tropical con temperaturas y variaciones térmicas muy moderadas por el océano, la temperatura media en el 2001 era de 28 °C.

El clima es cálido y húmedo, con una estación seca desde mayo a noviembre. Ocasionalmente sufre de tifones.
Pese a las posibles torrenciales lluvias, la pequeñez, la elevada insolación durante todo el año, la baja altitud y porosidad del terreno emergido hacen que el agua dulce sea escasa y se acumule, antes de escurrirse o de evaporarse, en charcas bajo la sombra de los árboles o en la savia de las plantas.
El cambio climático es una grave amenaza para las Islas Marshall, ya que los tifones son cada vez más fuertes y el nivel del mar aumenta. El mar alrededor de las islas del Pacífico ha subido 7 mm al año desde 1993, lo que supone más del doble de la media mundial. En Kwajalein, existe un alto riesgo de inundación permanente; cuando el nivel del mar suba un metro, el 37% de los edificios se inundarán permanentemente en ese escenario. En Ebeye, el riesgo de subida del nivel del mar es aún mayor, con un 50% de edificios inundados permanentemente en el mismo escenario. Con una subida del nivel del mar de 1 metro, algunas partes del atolón de Majuro se inundarán permanentemente y otras tienen un alto riesgo de inundación, especialmente la parte oriental del atolón. Con una subida del nivel del mar de 2 metros, todos los edificios de Majuro se inundarán permanentemente o correrán un alto riesgo de inundación.
Las emisiones de CO2 per cápita fueron de 2,56 t en 2020. El gobierno de las Islas Marshall se comprometió a ser cero neto en 2050, con una disminución del 32% de los GEI en 2025, del 45% en 2030 y del 58% en 2035, todo ello en comparación con los niveles de 2010.

### Geología y geomorfología
La formación de las Islas Marshall siguió el patrón habitual de las pequeñas islas del Pacífico occidental: La erupción de los volcanes submarinos (aquí hace 70-80 millones de años en el Mesozoico), el crecimiento de las montañas submarinas, el hundimiento de la actividad volcánica y el crecimiento de los corales en las aguas costeras poco profundas de los volcanes inactivos, mientras estos núcleos volcánicos se erosionaban, el nivel del mar subía y también lo hacían los corales, que poco a poco formaban arrecifes. La formación de los atolones es un proceso a largo plazo.

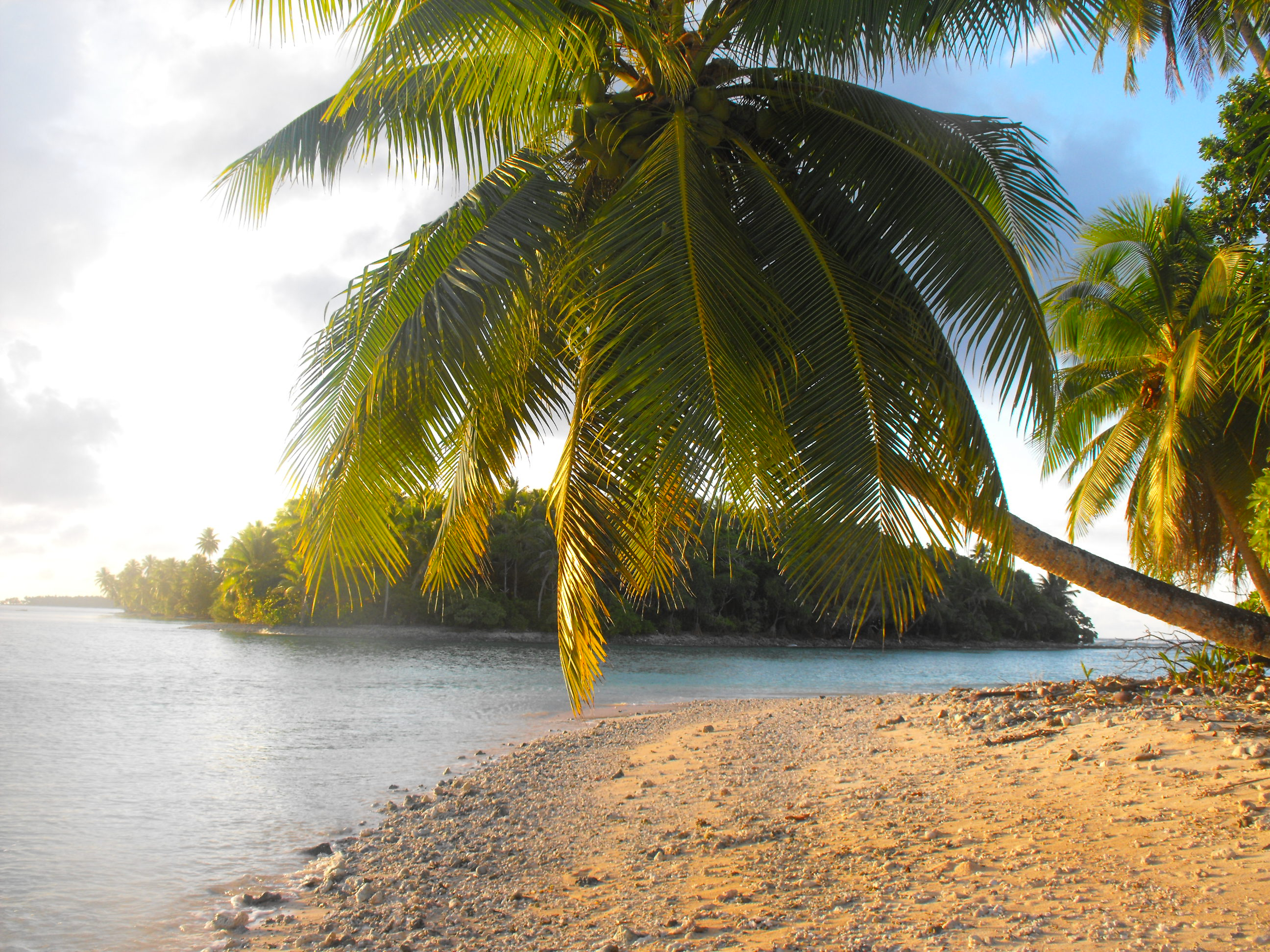
Islote de Bikrin en el Atolón de Majuro, Islas Marshall

Debido a la evolución a largo plazo del coral, la superficie de los atolones se compone esencialmente de arena calcárea derivada del coral o de guijarros, a menudo consolidados en piedra caliza en los niveles más profundos, con una roca caliza ocasional que sobresale.
Los 29 atolones consisten en anillos de islas creados por el coral o cinturones de tierra continuos alrededor de una laguna (creada donde el pico volcánico se erosionó), a veces rotos por brechas más grandes que conectan los atolones con el océano. Hay 5 islas (sin contar la laguna interior).
La superficie terrestre se eleva una media de 2,1 m y raramente más de 3 m sobre el nivel del mar. Las mayores elevaciones son 10 m sobre el nivel del mar en el atolón Likiep y 14 m sobre el nivel del mar en la isla Airik del atolón Maloelap.
Los suelos de las Islas Marshall se encuentran entre los más pobres en nutrientes del mundo. Entre ellos se encuentran la arena, la grava, la arena limosa, el suelo de turba ácida, los suelos orgánicos pantanosos o hidromorfos, los "taro mucks" y los suelos artificiales.
El análisis hidrogeoráfico muestra que las Islas Marshall no tienen fuentes de agua superficiales significativas, ya que los suelos calcáreos permeables permiten que las precipitaciones se filtren rápidamente. En algunas islas, existen pequeños depósitos lenticulares de agua subterránea que dependen totalmente de las precipitaciones, situados por encima de las capas de agua salina más densas y que drenan subterráneamente hacia el mar. Pueden ser perforados para uso humano.

### Flora

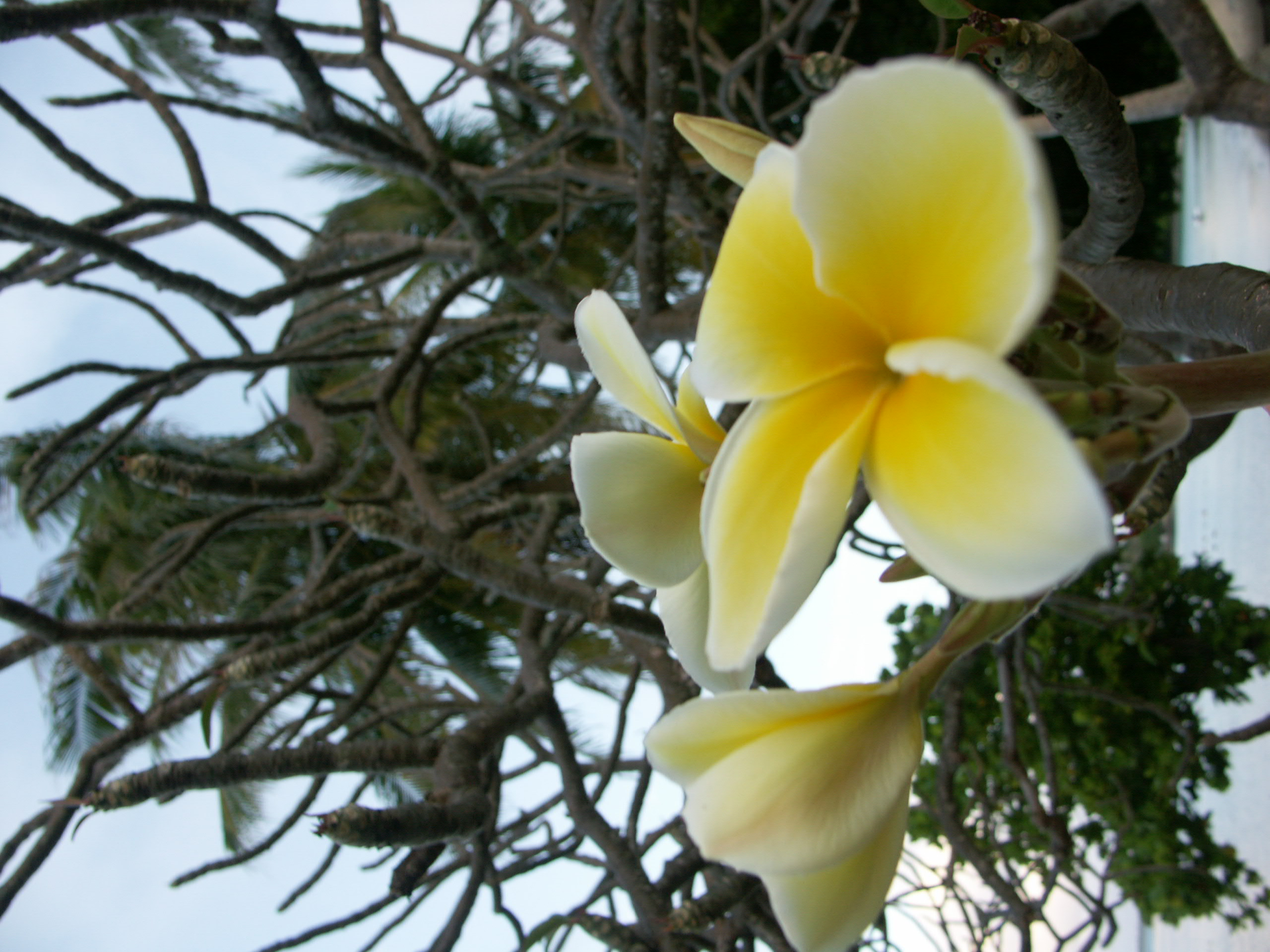
En las Islas Marshall se han registrado más de 700 especies de Plantas

Se han descrito más de 700 especies de plantas en las Islas Marshall, de las cuales aproximadamente la mitad son autóctonas. De estas plantas autóctonas, unas 80 crecen en tierra, el resto son algas y hierbas marinas. La mayoría de las plantas nativas se encuentran en la región del Pacífico tropical. Más de la mitad de las plantas autóctonas tienen nombres locales, y sólo un pequeño porcentaje tiene nombres en inglés.
En las Islas Marshall se distinguen las siguientes zonas de vegetación (comunidades vegetales):
- Wūjooj-in-lojet: vegetación acuática de agua salada, comunidades de pastos marinos.
- Mar-in-ioon-cap: vegetación costera en costas arenosas y rocosas.
- Pat: vegetación de manglares o humedales a lo largo de las costas o en tierras bajas del interior con agua salada o salobre
- Buļōn-mar: bosque en el atolón o en el interior de la isla, grupos de árboles, arbustos y hierbas autóctonos en zonas silvestres o abandonadas.
- Kein-ikkan: Vegetación cultivada, incluida laagrosilvicultura  on árboles cultivados y otras plantas cultivadas asociadas; y tierras bajas naturales o excavadas en las que crecen ciertos tubérculos y hierbas asociadas.

### Fauna
En las Islas Marshall se han descrito más de 5.000 especies animales de 19 grupos diferentes:
Un filo importante es el de los artrópodos, con 600 especies, la mayoría de las cuales son terrestres. En los ecosistemas terrestres, los insectos, los cangrejos terrestres, las arañas, los milpiés y los escorpiones desempeñan un papel importante. En el mar, la única familia de insectos exclusivamente marítima del mundo se encuentra en la forma de las zancudas marinas.
Las 19 especies de lagartos son casi todas autóctonas, a excepción del ya común lagarto monitor del Pacífico ("tokake", Varanus indicus), que también se ha observado en el mar.

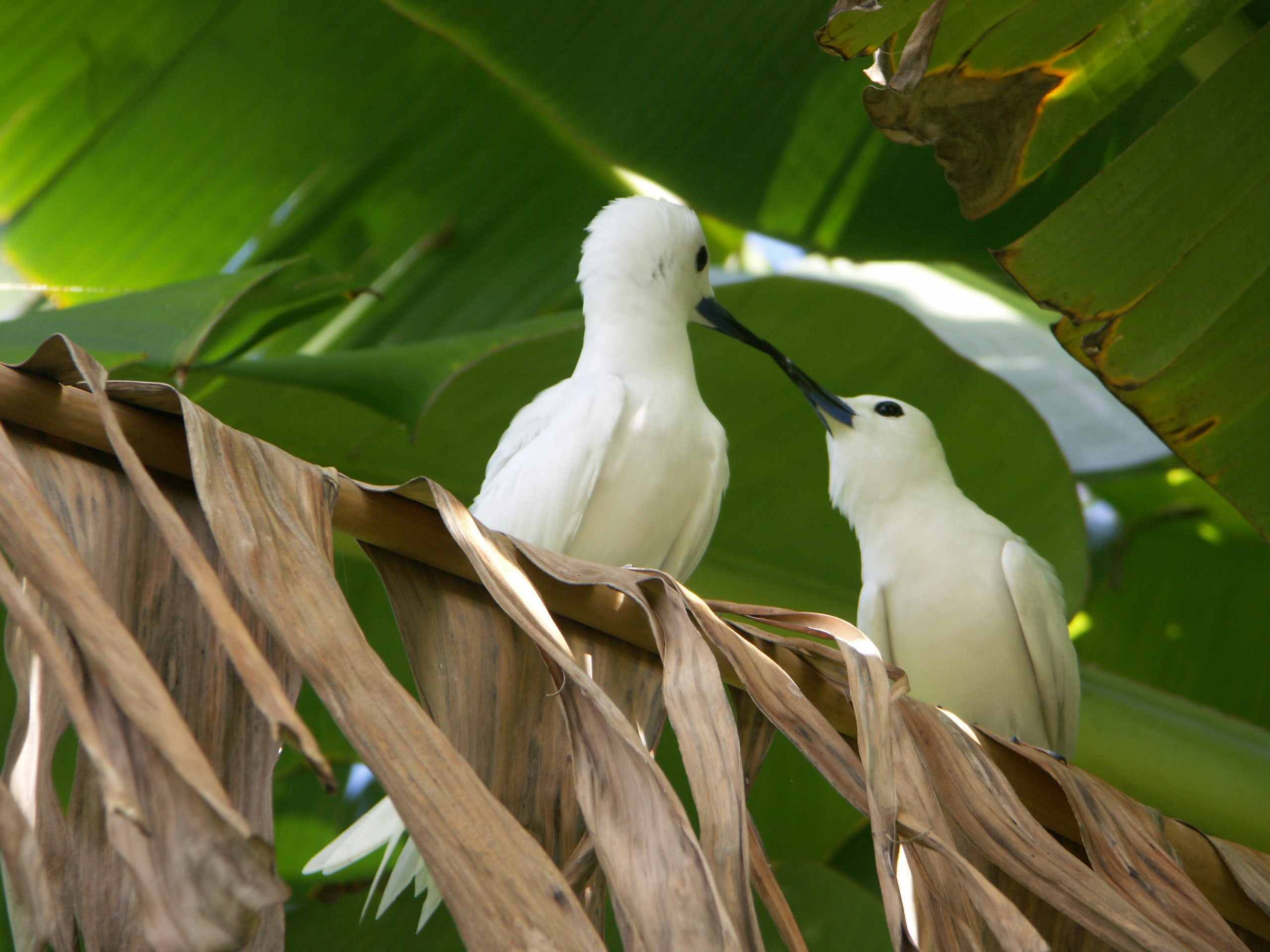
En las Islas Marshall se han clasificado más de 100 especies de Aves incluyendo 19 autóctonas

Se han importado las 9 especies de mamíferos terrestres. La rata del Pacífico (Rattus exulans) está muy extendida.
Las aves son el segundo grupo más numeroso de animales terrestres, con 106 especies, de las cuales 19 son autóctonas, 6 importadas y 78 migratorias que sólo descansan aquí brevemente.
La vida marina muestra una gran diversidad.
Cerca de la costa hay más de 800 especies de peces. En las zonas más profundas, probablemente haya al menos 120 especies de peces, pero esta zona es difícil de explorar. En el océano abierto, se han descrito hasta ahora 67 especies de peces.
Los arrecifes de coral albergan más de 250 especies de coral y unas 100 especies del filo cnidario.
El mayor filo de las Islas Marshall es el de los moluscos, con más de 1.650 especies de las cinco clases principales.
Otros miembros del filo son los equiuroideos y los tardígrados. El subfilo de los animales con agallas sólo cuenta con 85 especies en todo el mundo, de las cuales al menos dos viven en las Islas Marshall, y una de ellas, el "jaibo" (gusano de flecha), es un alimento popular en muchos atolones.
Entre los mamíferos marinos descritos figuran la ballena jorobada, el zifio japonés, el zifio de Blainville, la ballena azul, el rorcual común, el cachalote, el delfín del Pacífico oriental, el delfín de Borneo, el delfín común de hocico largo y el calderón pigmeo.

## Economía

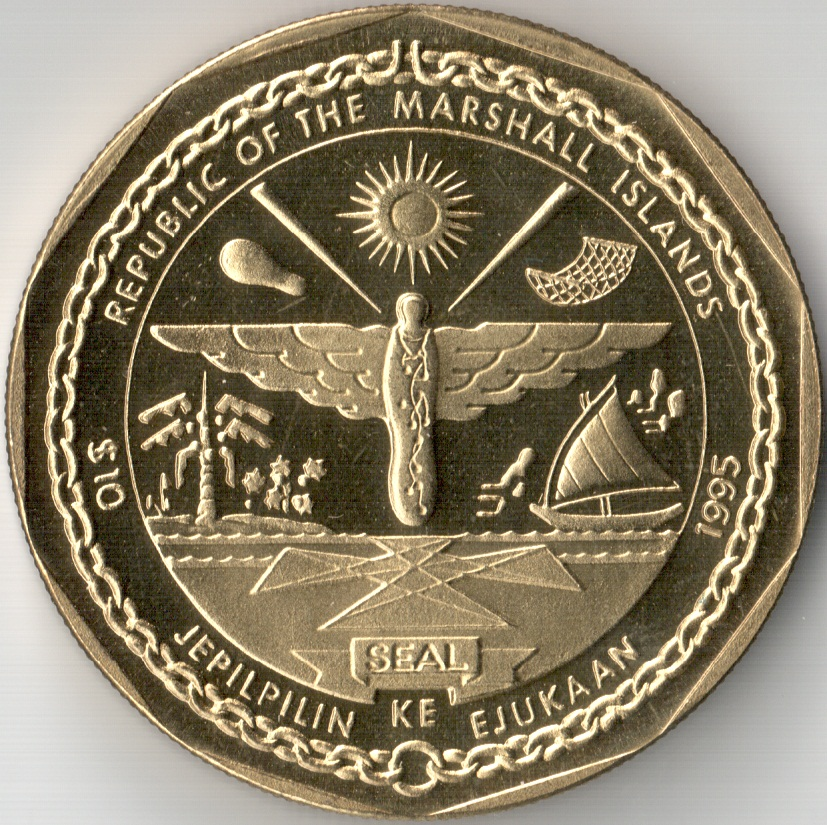
Monedas de 1995 en las Islas Marshall

Como recursos naturales en tierra firme se destacan depósitos de fosfatos, así como la recolección de la copra. La producción agrícola está concentrada en pequeñas granjas y los cultivos comerciales más importantes son los cocos, los tomates, los melones y el árbol del pan. Habiendo una pequeña aunque intensiva agricultura de copra, coco, camote y banana (plátano).
La ganadería se restringe (debido a la poca extensión) a la cría de cerdos, aves de corral por ejemplo gallinas, en menor medida vacunos y caprinos. Obviamente es muy importante la pesca aunque los mares aledaños a estas islas, al ser mares cálidos son poco prolíficos en peces motivo por el cual las compañías pesqueras con sede nominal en este país pueden optar por pescar principalmente en mares más fríos.
La industria es principalmente la de la copra, el aceite de coco, la del pescado congelado para exportación, artesanías.
La ayuda del gobierno de los Estados Unidos es el pilar principal de la economía.[cita requerida] La industria de pequeña escala está limitada a la artesanía, la transformación del pescado y la copra.
El turismo es ahora una fuente pequeña de ingresos que da empleo a menos del 10 % de la fuerza laboral, permanece como la mejor esperanza para ingresos añadidos futuros. Las islas tienen pocos recursos naturales y las importaciones sobrepasan de largo a las exportaciones. Pese a la relativa escasez de recursos naturales en sus tierras emergidas, las islas Marshall cuentan en sus aguas jurisdiccionales importantes riquezas poco explotadas debido a la escasez de capitales, entre esas riquezas submarinas se cuenta la de nódulos de manganeso. La emisión de sellos postales, principalmente destinada al coleccionismo filatélico, es también una importante fuente de ingreso para su economía.
Dos terceras partes de la población nacional viven en la capital Majuro y en la ciudad de Ebeye. Las islas exteriores son poco pobladas debido a la escasez de oportunidades de empleo y desarrollo económico. La vida en los atolones externos es generalmente aún bastante tradicional y la nutrición de la población rural que cosecha y caza, es superior a la de los residentes urbanos que comen arroz.
En 2005 Aloha Airlines canceló sus servicios de vuelo a las Islas Marshall como parte de su retirada de varios mercados en la región. Aunque otras aerolíneas internacionales siguen aterrizando en Majuro, esto es un revés en los deseos del país de aumentar los ingresos del turismo.
Bajo los términos del enmendado Pacto de Libre Asociación, los Estados Unidos proporcionarán millones de dólares cada año a las Islas Marshall hasta 2023, cuando un fondo de fideicomiso creado por las contribuciones de los Estados Unidos y la República de las Islas Marshall comenzará a hacerse efectivo anualmente.

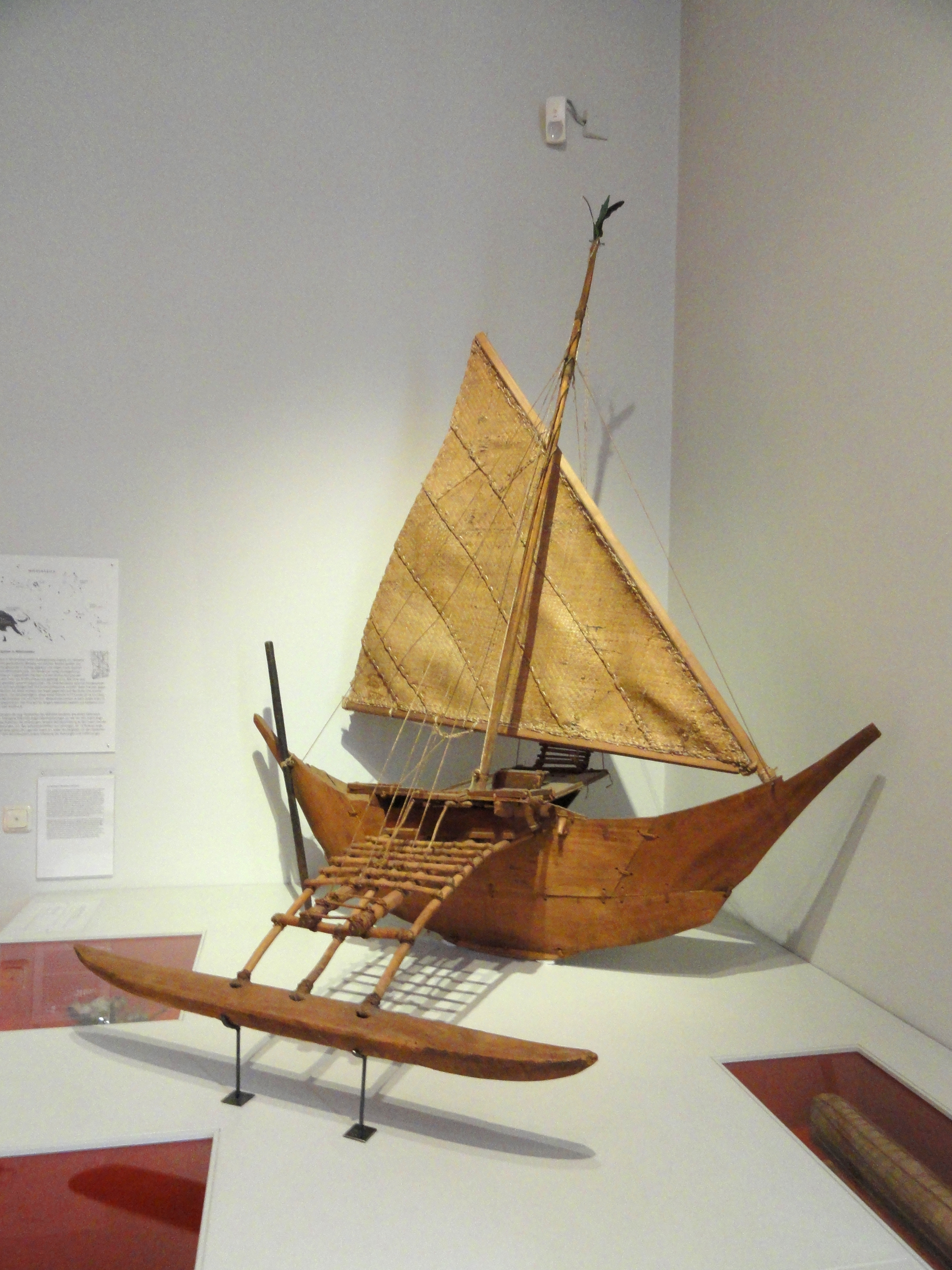
Modelo de barco con balancín, Islas Marshall, 1891.

### Pesca
La pesca ha sido una fuente esencial de alimentos para la población durante miles de años. En 2016 capturó 64.795 toneladas de pescado, según las cifras oficiales, más 5 toneladas procedentes de la acuicultura subdesarrollada, lo que supone un total de 64.800 toneladas; esta cifra sitúa a las Islas Marshall en el puesto 95 del mundo. En 1998, la pesca aportó el 7,40% del PIB.
Sin embargo, estos datos oficiales son discutidos por los expertos. Además de la pesca industrial orientada a la exportación, existe la pesca a pequeña escala, aunque ambas no están suficientemente registradas estadísticamente por diversas razones, especialmente la pesca a pequeña escala, que por tanto puede atribuirse en parte al sector informal. Con el cambio climático como telón de fondo, en los últimos años se ha prestado más atención a la seguridad alimentaria. Un estudio publicado en 2020 examinó las cifras desde 1950 hasta 2017 y arroja las siguientes cifras:
- Cifras totales de capturas: se calculó de forma realista que eran un 27% superiores a las cifras comunicadas por las Islas Marshall a la FAO.
- Pesca industrial: aproximadamente el 84% del total de las capturas, principalmente dirigidas a diversas especies de atún, pero también incluye tiburones y peces espada como capturas accesorias.
- Pesca artesanal: aproximadamente el 26% de las capturas totales; alrededor de 1950 1.100 toneladas/año, desde entonces en aumento y a partir de 1990 relativamente estable en 4.500 toneladas/año

Cifras de la pesca industrial:
- Pesca con redes de cerco: 75 % de las capturas, para la corrección estadística es necesario aumentar la cifra absoluta en un 5 %.
- Pesca con palangre: 25 % de las capturas, para la corrección estadística es necesario aumentar el número absoluto en un 30 %.

Cifras de la pesca artesanal:
- Pesca artesanal: 26 % (de los cuales el 45 % aún no se ha registrado estadísticamente); aumento ligero de +3 %/año desde 2009.
- Pesca de autoabastecimiento: 74 % de la pesca artesanal (de la cual el 92 % aún no se ha registrado estadísticamente); desde 2009 disminuye ligeramente en -2 %/año
- Pesca recreativa: cuota cada vez más pequeña; en 1988 a 4,9 toneladas, en 1998 a 6 toneladas.

Un ejemplo de pesca de autosuficiencia: la pesca no es sólo para los peces. Por ejemplo, el método tradicional del "kajiabo" se utiliza para capturar "jaibo" (gusanos flecha), hemicordados que en algunos aspectos tienen más en común con los peces que con los gusanos. Viven en el barro y la arena de muchas lagunas. Se capturan con un "nok" (una hoja de coco), que se introduce hábilmente en el agujero para arponear al animal. Comer el "jaibo" crudo se considera un manjar.

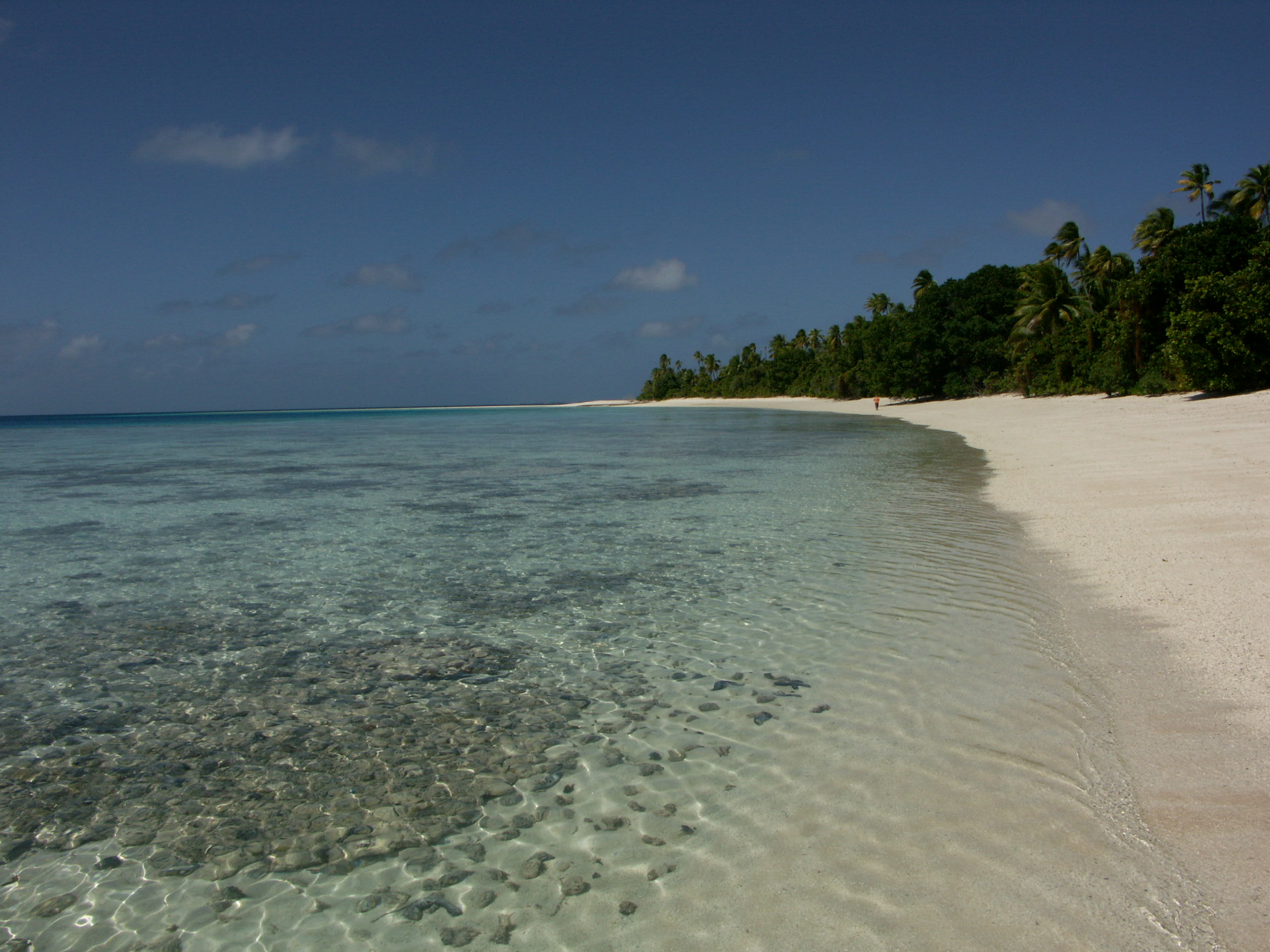
Las playas son una de las principales atracciones de las Islas Marshall

### Turismo
El turismo, una de las pocas fuentes de divisas, empleó a poco más de 600 personas en 2015, alrededor del 5,5% de la población activa del país. En Majuro hay dos hoteles (150 y 40 habitaciones), además de pisos de vacaciones y dos albergues para mochileros. El hotel más grande está gestionado por el Estado, tiene una tasa de ocupación de sólo el 50% y es deficitario desde 2006. En los demás atolones, hay un total de unas 100 habitaciones disponibles, principalmente en hoteles y establecimientos de vacaciones; el índice de ocupación global del país fue de un bajo 23% en 2006/2007. Además, hay varios proveedores de actividades turísticas como la pesca, el buceo, el surf y las visitas guiadas históricas. Según las cifras oficiales, el número de visitantes ha rondado los 4.000-6.000 desde un pico de unos 7.500 huéspedes en 2005, pero en 2019 hubo un aumento hasta los 10.771 huéspedes (medidos en llegadas aéreas), atribuido a algunas conferencias internacionales. La mayoría de los invitados procedían de Estados Unidos y Canadá, así como del Pacífico. El gobierno apoya el turismo, entre otras cosas, con sus propias ofertas, así como con programas de formación y estudio en instituciones educativas. Los problemas del turismo incluyen la falta de fiabilidad de los enlaces de transporte aéreo, la escasez de agua y la rotura de las tuberías de alcantarillado o la falta de tratamiento de las aguas residuales.
Según otra fuente, sólo se registraron 6.100 turistas en 2019. En cifras absolutas, esto sitúa a las Islas Marshall en el puesto 200 del mundo. En términos relativos, son 0,10 turistas por habitante, allí las Islas Marshall ocupan el puesto 121 del mundo (para comparar, ocupa el 5.º lugar dentro de Micronesia). Esto supuso para las Islas Marshall 20,10 millones de dólares y el 8,2% de su PIB.

## Demografía
De acuerdo con las estimaciones de población para el año 2023, la población del archipiélago asciende a 54 366 personas de las cuales la mayoría práctica el mormonismo y el 93,7 % sabía leer y escribir. La nación se encuentra entre las menos pobladas del mundo, pero por lo pequeño del territorio su densidad de población es de 293 habitantes por km².
El 51,09% de la población es masculina, mientras que las mujeres representan el 48,91%. El 33,18% de la población tiene menos de 14 años, el 62,55% tiene entre 15 y 64 años, mientras que los mayores de 65 años representan el 4,27% de la población. Sin embargo, la esperanza promedio de vida es muy baja en comparación con el resto de los países, pues no supera los 63 años y medio para los hombres ni los 67 años y medio para las mujeres, además de tener una tasa de fertilidad bastante alta (4,12 hijos por mujer)[cita requerida]. La tasa de natalidad no ha tenido un impacto importante en la población (cuyo crecimiento anual es del orden del 2,1 %) debido al alto porcentaje de migración hacia la isla de Guam o hacia el estado de Hawái, los cuales forman parte de los Estados Unidos. Tiene una tasa de crecimiento de población del 2,2 %. El porcentaje de población inmigrante es del 6%, siento el 61,27% de ellos hombres. El 43,69% de los inmigrantes son procedentes de Estados Unidos, el 16,40% de Filipinas y un 9,64% proceden de China.
El porcentaje de desempleo es de un 31 %, es decir, más de un cuarto de la población. Hay diez atolones totalmente deshabitados. De acuerdo a estimaciones de 2013, los cuatro atolones más poblados rebasaban los 2000 residentes. Estos eran: la capital, Majuro (27 139 habitantes), Kwajalein (11 964), Arno (2668) y Ailinglaplap (2088).

### Religión

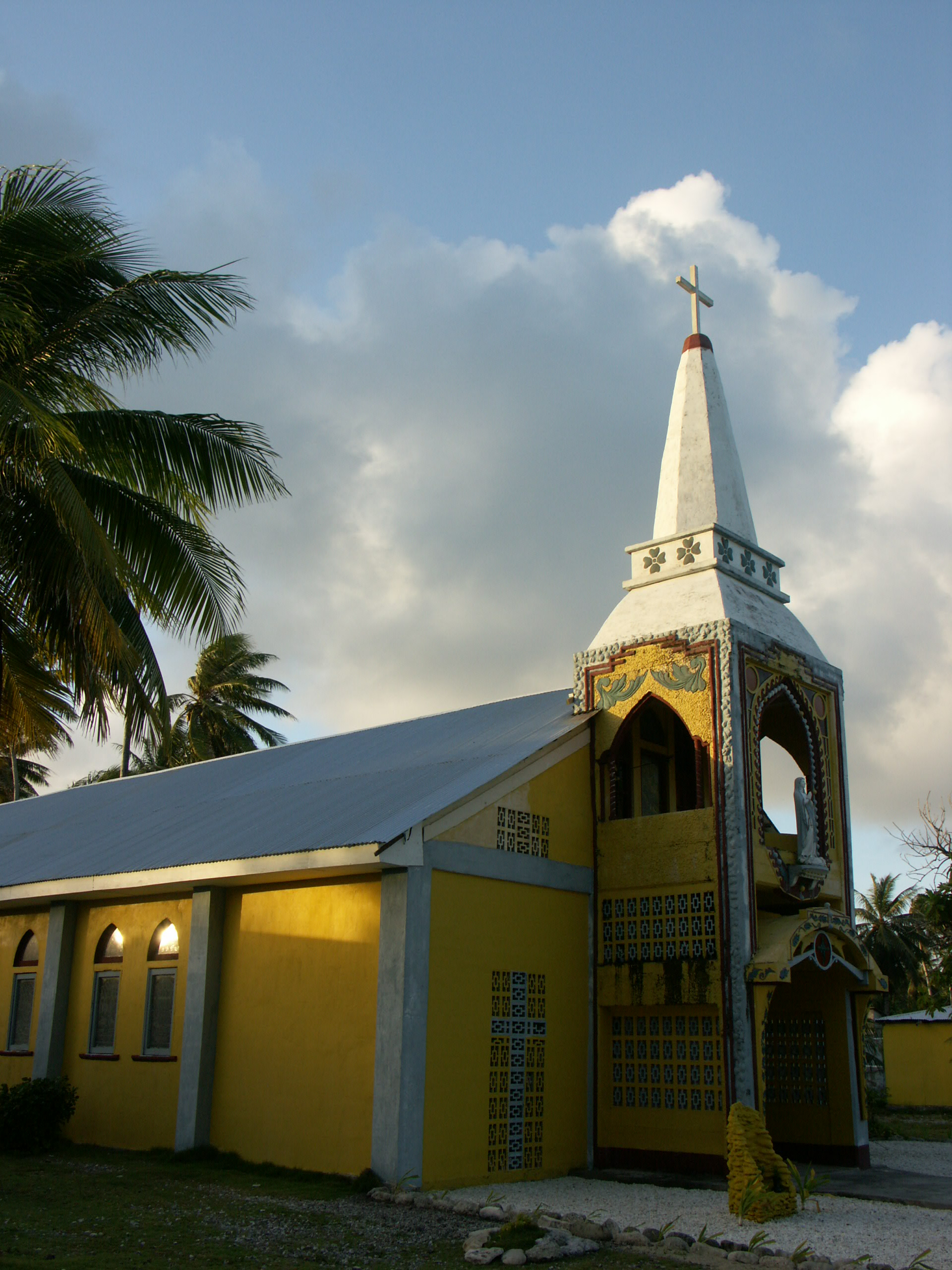
Iglesia Católica del Santo Rosario (Holy Rosary church), en el Atolón de Likiep, Islas Marshall

De acuerdo a datos de 2011, el cristianismo es la religión dominante en las islas. Las iglesias más importantes son: la Iglesia Unida de Cristo (47 % de la población), la Asambleas de Dios (16,2 %), los católicos (8,5 %), los mormones (7 %), bukot nan Jesus (5,4 %), Evangelio Completo (3,3 %), Iglesia Reformada Congresional (3 %). Existen además otras denominaciones cristianas. El 1,2 % restante, y las personas sin ninguna afiliación religiosa representan un pequeño porcentaje de la población (1,1 %). Hay menos de 20 personas que practican la fe judía y menos de 20 miembros de la Comunidad Musulmana Ahmadiyya (est. 2009).
El padre A. Erdland, sacerdote católico de los Misioneros del Sagrado Corazón de Hiltrup (Imperio Alemán, llamados en alemán Herz-Jesu-Missionare y en latín Missionarii Sacratissimi Cordis), vivió en Jaluit entre 1904 y 1914. Tras realizar una considerable investigación sobre la cultura y la lengua marshalesas, publicó en 1914 una monografía de 376 páginas sobre las islas. El padre H. Linckens, otro misionero del Sagrado Corazón, visitó las islas Marshall en 1904 y 1911 durante varias semanas. En 1912 publicó una pequeña obra sobre las actividades misioneras católicas y el pueblo de las Islas Marshall. Los católicos están bajo la responsabilidad de la Prefectura apostólica de las Islas Marshall (Praefectura Apostolica Insularum Marshallensium) con sede en la Catedral de la Asunción (Cathedral of the Assumption), en Majuro que fue creada por el Papa Juan Pablo II en 1993 mediante la bula Quo expeditius.
La constitución de las Islas Marshall establece la libertad de religión, aunque dispone que esta libertad puede estar limitada por "restricciones razonables". La constitución establece además que ninguna ley puede discriminar a ninguna persona por motivos de religión.
Los misioneros extranjeros están presentes y operan libremente. Las escuelas religiosas son gestionadas por la Iglesia católica, la Iglesia Unida de Cristo, las Asambleas de Dios, la Iglesia Adventista del Séptimo Día, Bukot Non Jesus y las Iglesias Bautistas. No hay requisitos para que los grupos religiosos se registren en el gobierno, pero pueden recibir beneficios fiscales si se registran como organizaciones sin ánimo de lucro.
No hay educación religiosa en las escuelas públicas, pero los actos escolares y las funciones gubernamentales suelen empezar y terminar con una oración cristiana. Según el gobierno, se trata de una práctica muy antigua y ampliamente aceptada en el país. El gobierno financia las escuelas religiosas privadas.
La comunidad musulmana Ahmadiyya de las Islas Marshall ha informado de que tiene dificultades para relacionarse con el gobierno, así como de que sufre acoso en la sociedad en general. Los representantes atribuyen estas actitudes a los prejuicios contra los musulmanes debido a la percepción de que el Islam está vinculado al terrorismo.

### Idiomas
Los idiomas oficiales son el marshalés y el inglés. Aunque el inglés es reconocido como idioma oficial y hablado ampliamente, aunque no con tanta fluidez, el marshalés es utilizado por el gobierno.[cita requerida]

### Sanidad

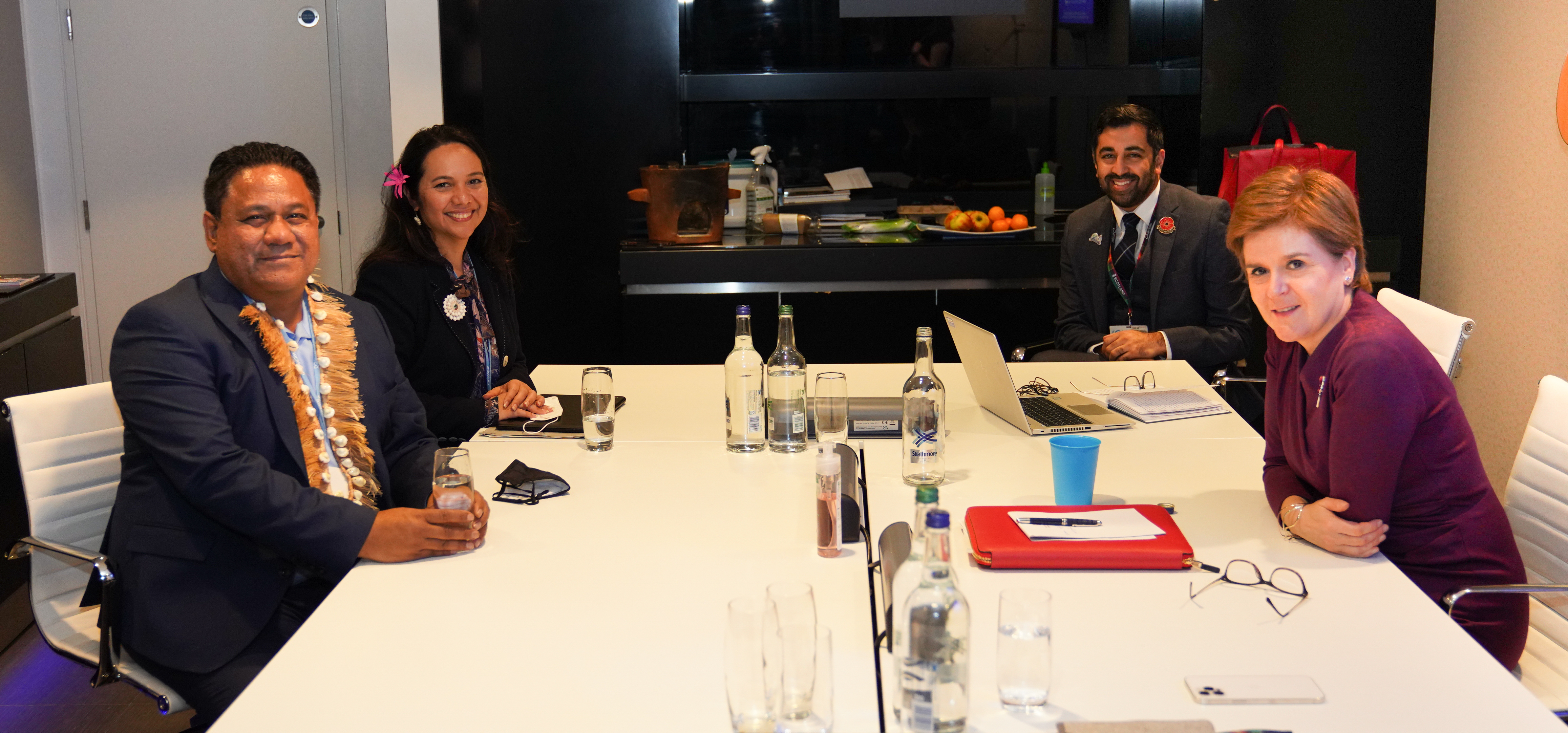
El ministro de Salud de las Islas Marshall en una reunión con la ministra Principal de Escocia (R.U) en 2021

La esperanza de vida de los habitantes de las Islas Marshall en 2017 era de 67 años para los hombres y de 71 años para las mujeres. La mortalidad infantil se ha reducido de 40 a 22 por 1000 nacidos vivos entre 1990 y 2010.
Un estudio realizado entre 2007 y 2008 reveló que la tasa de diabetes de tipo 2 es una de las más altas del mundo; el 28% de los mayores de 15 años y el 50% de los mayores de 35 años. Aproximadamente el 75% de las mujeres y el 50% de los hombres tienen sobrepeso u obesidad. Esto se debe principalmente a la adopción de una dieta poco saludable y a la falta de ejercicio. Aproximadamente el 50% de las cirugías realizadas en la isla son amputaciones debidas a complicaciones de la diabetes. No hay instalaciones para la diálisis renal.
La Junta de Servicios Sanitarios es responsable de los servicios de salud pública. Hay dos hospitales públicos, el Centro Médico Leroj Atama en Majuro, que tiene 101 camas, y el centro de salud Leroj Kitlang en Ebeye, que tiene 45. Hay 58 centros de salud en los atolones e islas exteriores. También hay un hospital en el atolón de Kwajalein, en la base militar de EE. UU., que sólo atiende a las fuerzas estadounidenses. En 2008 había 2 farmacéuticos, 7 dentistas, 38 médicos y 172 enfermeras trabajando en el país. Hay muy poca asistencia sanitaria comercial.
Las transfusiones de sangre se organizan de manera informal, ya que no existe un banco de sangre.

### Educación
El sistema educativo sigue el modelo del sistema estadounidense. Está financiado en gran parte por el Departamento del Interior y el Departamento de Educación de Estados Unidos.
La educación es competencia del Ministerio de Educación de las Islas Marshall:

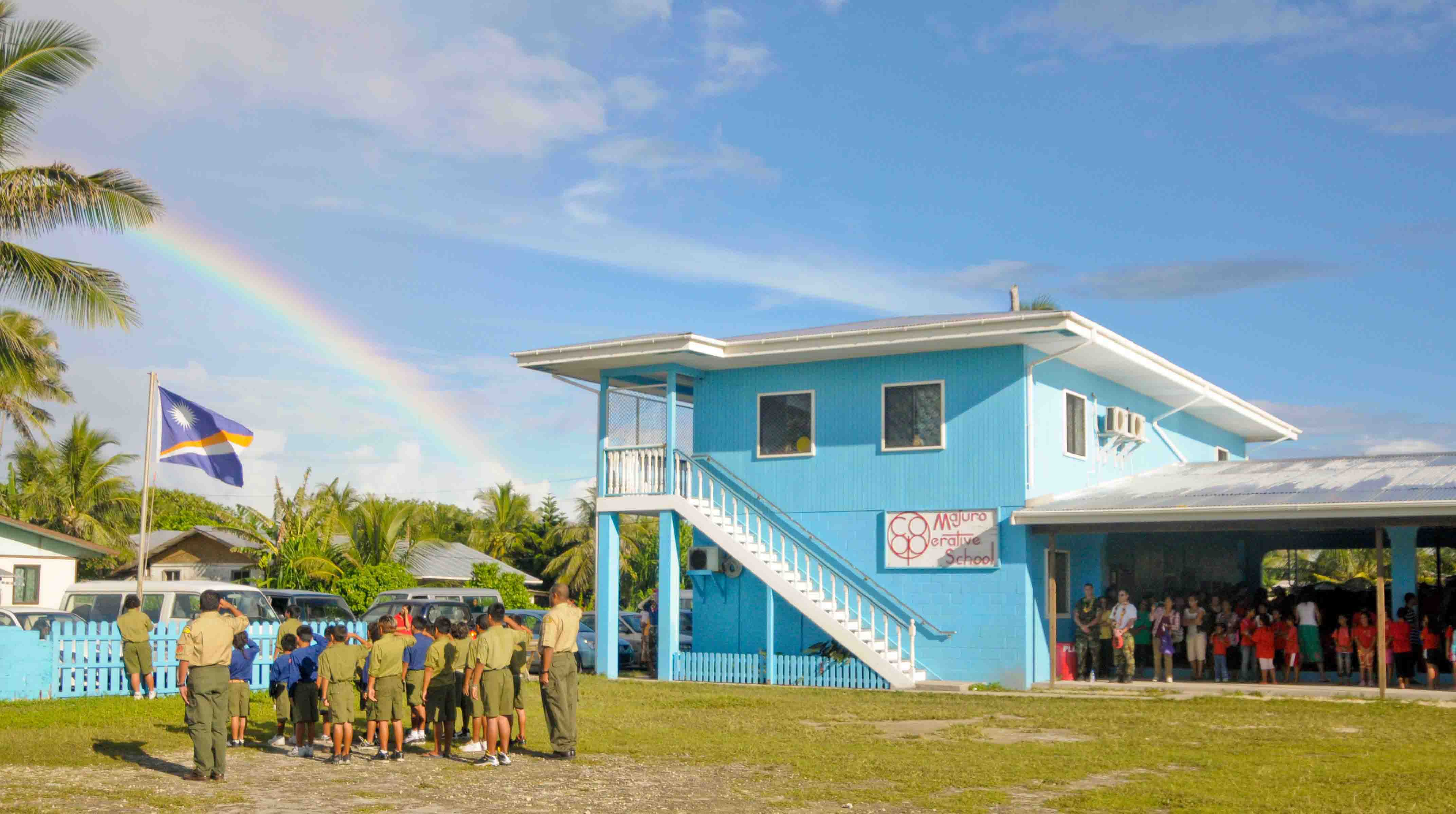
Izado de la bandera de Islas Marshall en la Escuela Cooperativa de Majuro, la capital del país.

En la educación pública, hay 75 escuelas primarias, una "escuela media" y dos escuelas secundarias con más de 10.000 alumnos.
En el sector privado, gestionado principalmente por las iglesias cristianas, hay 26 escuelas primarias y 10 secundarias con unos 5.000 alumnos.
La educación es obligatoria de los 6 a los 14 años, es decir, hasta el octavo grado. La educación se imparte en marshallés e inglés. Algunas de las escuelas públicas necesitan reparaciones y no tienen electricidad.
El colegio de las Islas Marshall (College of the Marshall Islands), que ofrece dos años más de escolarización, está situado en Majuro y enseña a 431 estudiantes.
La República de las Islas Marshall, junto con otros once estados insulares, gestiona la Universidad del Pacífico Sur (University of the South Pacific). Majuro alberga la Biblioteca pública y Museo Alele (Alele Museum & Public Library), donde funciona la única biblioteca pública de todo el país.

## Transporte

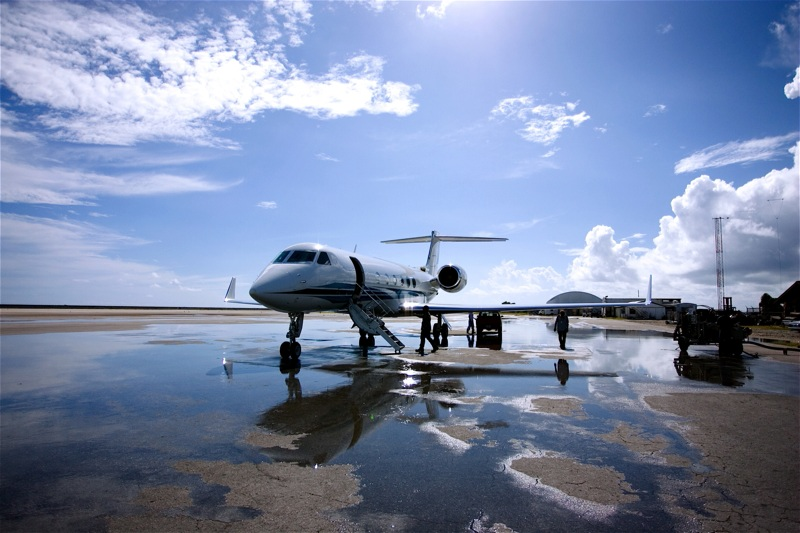
Gulfstream V en las Islas Marshall

El transporte en las Islas Marshall se realiza por carretera, por vía aérea y de forma marítima. No hay transporte público de pasajeros en las zonas pobladas. La superficie del país es de 181 km² (217.º del mundo). La forma del territorio es archipelágica y se extiende de sureste a noroeste a lo largo de 2.000 km. La posición geográfica de las Islas Marshall permite al país controlar las rutas de transporte en el Océano Pacífico oriental entre el Sudeste Asiático y América del Norte.
La longitud total de las carreteras de las Islas Marshall, en 2007, es de 2.028 km, de los cuales sólo 75 están pavimentados (el puesto 176 del mundo).
El país, en 2013, cuenta con 15 aeropuertos (146.º del mundo), de los cuales 4 con pistas pavimentadas y 11 con pistas sin pavimentar.

En 2015, las Islas Marshall tienen 1 aerolínea registrada que posee 1 avión. En 2015, el tráfico total de pasajeros en vuelos nacionales e internacionales fue de 86.87.000. Durante 2015 no se produjeron envíos de carga aérea que no fueran equipajes de pasajeros. 

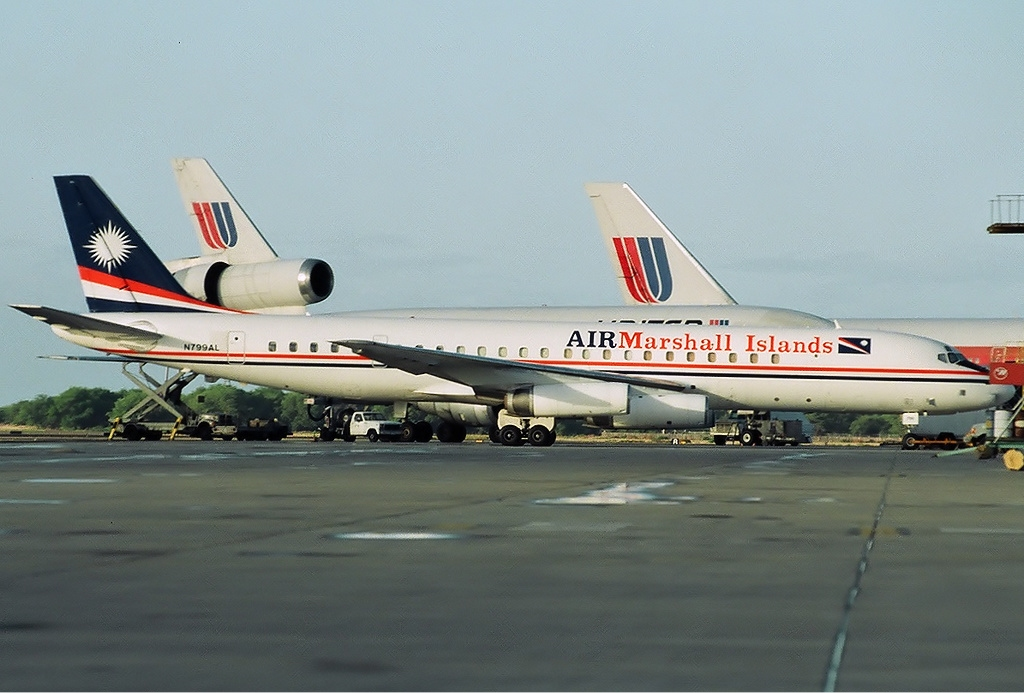
Avión de Air Marshall Islands, aerolínea que opera los vuelos regionales en el país.

Las Islas Marshall son miembros de la Organización de Aviación Civil Internacional (OACI). De conformidad con el artículo 20 del Convenio de Chicago de 1944 sobre Aviación Civil Internacional, la Organización de Aviación Civil Internacional ha asignado un prefijo de registro, V7, basado en los indicativos de llamada de radio asignados por la Unión Internacional de Telecomunicaciones (UIT), para las aeronaves del país a partir de 2016. Los aeropuertos de las Islas Marshall tienen un código de letras de la OACI que comienza con - PK.
La flota de la marina mercante del país, en 2018, constaba de 3.419 buques marítimos con un tonelaje superior a las 1000 toneladas registradas (el séptimo del mundo), de los cuales: graneleros secos - 1437, portacontenedores - 256, carga general - 68, petroleros - 837, otros - 821.
En 2010, el número de buques mercantes que enarbolan la bandera del país pero son propiedad de otros países es de 1.465.
El Estado gestiona las infraestructuras de transporte del país a través del Ministerio de Transportes y Comunicaciones. Desde el 20 de julio de 2016, el ministerio está dirigido por Mike Galferti.

## Cultura

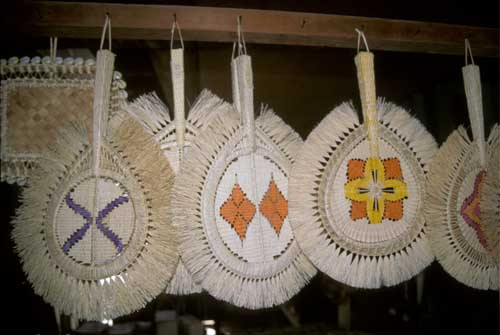
Abanicos artesanales hechos en las Islas Marshall.

Aunque es una actividad actualmente en declive, los marshaleses fueron alguna vez hábiles navegantes, que para orientarse usaban las estrellas y mapas de conchas. También tenían gran experiencia en la construcción de canoas, y hasta la fecha existe una competición anual que incluye un tipo único de canoa oceánica llamada prao.
También, desde el pasado, estaba muy presente el arte del tatuaje en las islas Marshall: cubrían una gran parte del cuerpo, hasta tal punto que en octubre del 1529 cuando la expedición de Álvaro de Saavedra, a su regreso de las Filipinas desembarcó en un arrecife al noroeste de las islas, quedó tan impresionado por los tatuajes que llamaron a las islas "Islas de los Pintados" y se llevaron con ellos algunos indígenas para mostrarlos en la corte española.
Sus fiestas nacionales son el 17 de septiembre (Día de la independencia) y el 1 de mayo (Día de la constitución).

### Gastronomía
La cocina marshallesa comprende los platos, alimentos, bebidas y costumbres alimentarias de las Islas Marshall, incluyendo sus tradiciones antiguas relacionadas con la comida. Los alimentos autóctonos y tradicionales más comunes son el fruto del pan, el coco, los plátanos, la papaya, el marisco, el pandanus y el bwiro. Otros alimentos importados, como el arroz y la harina, también forman parte de la dieta de la gente y contribuyen a enriquecer la cocina. La práctica de la conservación de los alimentos forma parte de la historia de las islas y sigue existiendo en la actualidad.

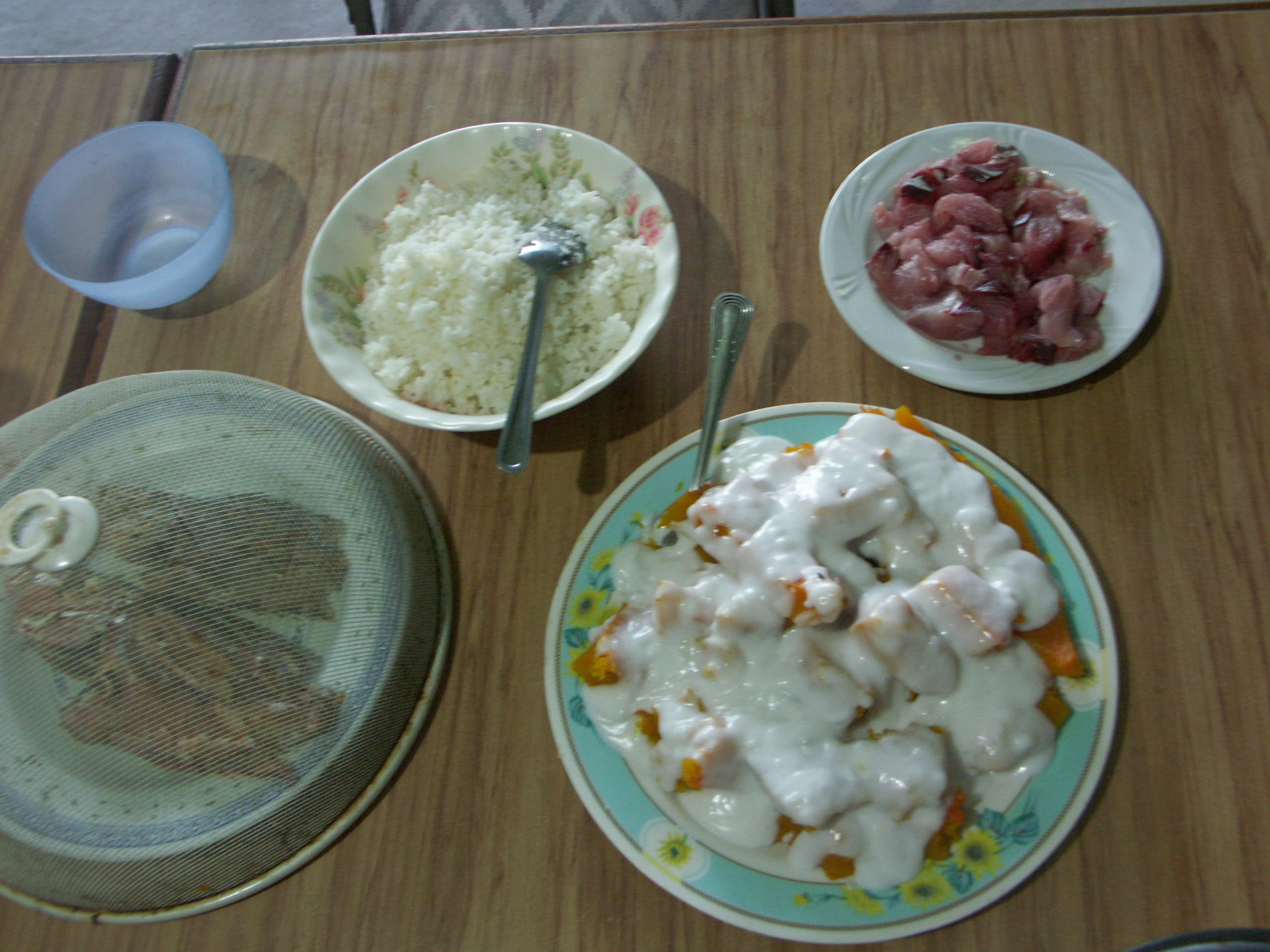
Varios platos típicos de la Gastronomía de las Islas Marshall

Otros alimentos incluyendo el pescado preparado de varias formas (como frito), el cangrejo de coco, el pollo, el cerdo, las almejas, el sashimi, las tortugas marinas y el agua de coco. El fruto del pan es un alimento básico, al igual que el pescado, con una cantidad media de consumo de pescado en las Islas Marshall de 240 libras al año. La pesca es una actividad común en las islas, y hay 50 frases y palabras en el idioma marshalés dedicadas únicamente a las técnicas de pesca. Varios alimentos, como el arroz, la harina, el azúcar y el té, se importan a las islas, y a veces se utilizan para complementar los alimentos autóctonos.
Los alimentos desempeñan un papel importante en las celebraciones y eventos especiales de las islas. En la cultura marshalliana, es costumbre ofrecer alimentos a los iroij, jefes de las Islas Marshall, como forma de reconocimiento y respeto.
Algunos alimentos y platos tradicionales son el pandanus, la fruta del pan, incluido el bwiro, un plato de fruta del pan que consiste en pasta de fruta del pan fermentada, envuelta en hojas de plátano y cocinada en un horno subterráneo, la fruta del pan asada y el puré de raíz de taro. La copra, la carne seca o la almendra del coco, es un importante producto de exportación de las islas Marshall, y se utiliza para hacer aceite por prensado.
En la cultura marshallesa, el kemem es una fiesta que comienza con el primer cumpleaños de un niño. En los kemems es tradicional que se sirva una gran cantidad de alimentos y platos marshallianos y de otros tipos, y junto con el consumo de alimentos, se suele animar a los invitados a que se lleven algún tipo de artículo doméstico de la casa a la fiesta.
La conservación de alimentos ha sido una parte histórica de la cultura marshallesa y de la seguridad alimentaria en las islas, y se sigue practicando hoy en día, aunque no tanto como en el pasado. La gente de las islas de la cadena Ratak del atolón norte, Ailuk, Likiep y Mejit, sigue produciendo una pasta de pandanus seca, a la que se denomina mokwan, y también la gente de las islas de la cadena Ralik, Ujae, Lae y Wotho, que se refiere a la pasta como jããnkun. Cuando se prepara adecuadamente, la pasta de pandanus es almacenable y permanece comestible durante años. El bwiro, el plato de fruta del pan fermentado y cocido, puede conservarse "durante muchos meses sin estropearse".

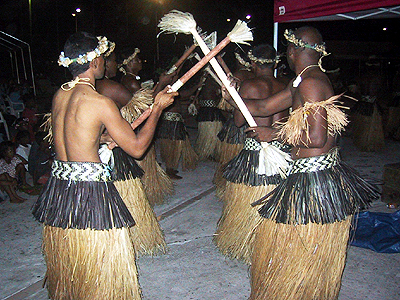
Danza tradicional

### Música
La música de las Islas Marshall tiene una larga historia. Las Islas Marshall son una cadena de islas independiente, que geográfica y culturalmente forma parte del área de Micronesia. Formó parte del Territorio en Fideicomiso de las Islas del Pacífico, gobernado por Estados Unidos, hasta su independencia en 1986.
El roro es una especie de canto tradicional, normalmente sobre leyendas antiguas y que se interpreta para orientar durante la navegación y dar fuerza a las madres en el parto. Las bandas modernas han mezclado los cantos únicos de cada isla del país con la música moderna.
Aunque los tambores no suelen ser habituales en la música micronesia, los tambores con forma de reloj de arena de un solo lado son una parte importante de la música local[1].
El himno nacional de las Islas Marshall es "Forever Marshall Islands" (Las Islas Marshall por siempre), cuya letra escribió Amata Kabua.
Existe una danza tradicional marshallesa llamada beet (remolacha), que está influenciada por las danzas folclóricas españolas. En ella, hombres y mujeres dan pasos laterales en líneas paralelas, creando un ritmo muy difícil y complejo. Existe una especie de "danza del palo" interpretada por los jobwa, hoy en día sólo en ocasiones muy especiales.

## Deporte
Los principales deportes que se practican en las Islas Marshall son el voleibol, el baloncesto (principalmente masculino), el béisbol, el fútbol y una serie de deportes acuáticos. Las Islas Marshall han estado representadas en las Olimpiadas de Verano en todos los juegos desde los Juegos Olímpicos de Pekín 2008. En los Juegos Olímpicos de Tokio 2020 las Islas Marshall estuvieron representadas por dos nadadores.

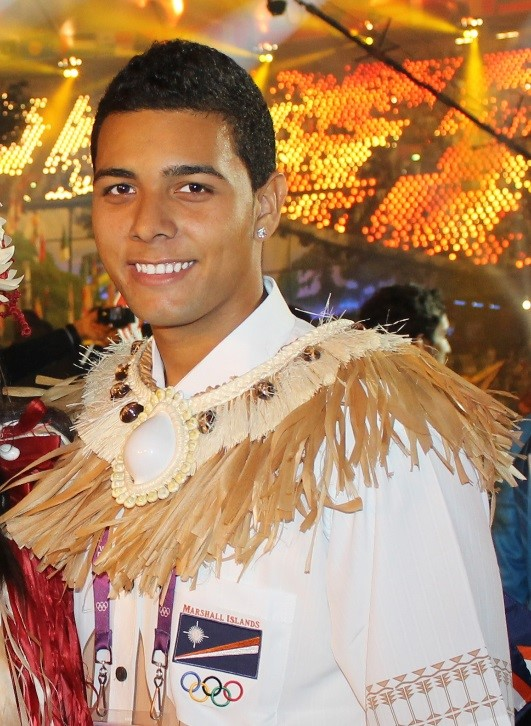
Giordan Harris nadador de las Islas Marshall en los Juegos Olímpicos de Londres 2012

Las Islas Marshall cuentan con una pequeña liga de clubes de fútbol, entre los que destaca el Kobeer como club más exitoso. Un torneo fue organizado por Play Soccer Make Peace. Existe una pequeña asociación de fútbol en la isla de Majuro. El fútbol es un deporte relativamente nuevo y en crecimiento en las Islas Marshall. En la actualidad, las Islas Marshall no cuentan con una selección nacional de fútbol. Las Islas Marshall son el único país soberano del mundo que no tiene registro de un partido de fútbol nacional.
El sóftbol y el béisbol están bajo una sola federación deportiva en las Islas Marshall. El presidente es Jeimata Nokko Kabua. Ambos deportes están creciendo a un ritmo rápido, con cientos de marshaleses detrás de la Federación de Béisbol / Softbol de las Islas Marshall. Las Islas Marshall lograron una medalla de plata en los Juegos de Micronesia en 2012, así como medallas en los Juegos del SPG.